# KTM-8
KTM-8（ロシア語: КТМ-8）は、ロシア連邦（旧：ソビエト連邦）の鉄道車両メーカーであるウスチ＝カタフスキー車両製造工場が製造していた路面電車車両。試作車も含め1988年から2007年まで長期に渡る生産が実施され、71-608と言う車両番号も有する。
電気機器や車体設計の違いにより、以下の3つの車種が展開された。この項目ではこれらに加え、一連の車種を基に設計された発展形式についても解説する。また、形式名の記載については車両番号（71-608等）を用いる。
- 71-608 - 電機子チョッパ制御方式を用いた試作車。
- 71-608K - 抵抗制御方式を用いた量産車。
- 71-608KM - 車体設計に改良を加えた量産車。

## 71-608

### 概要

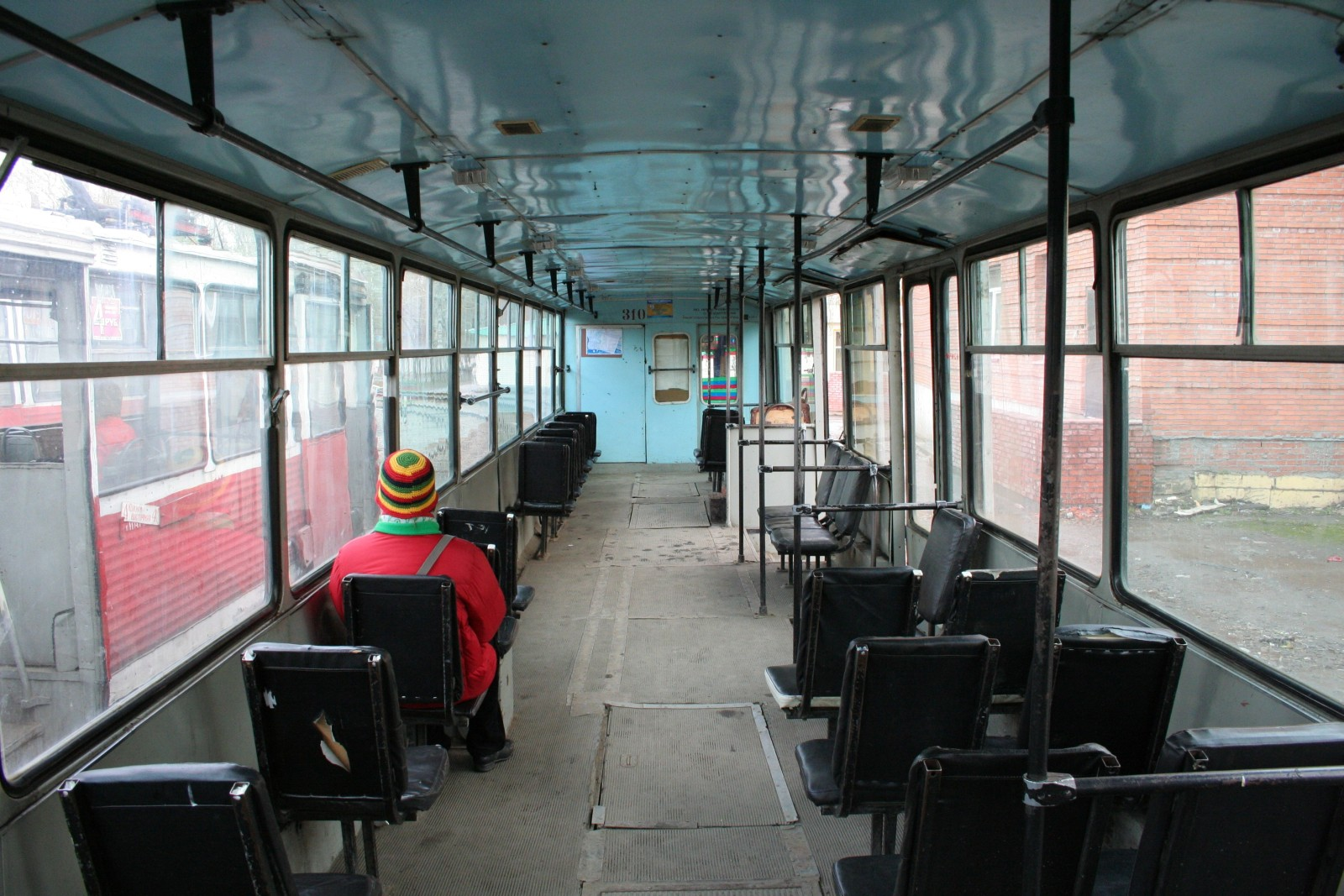
車内（トムスク）
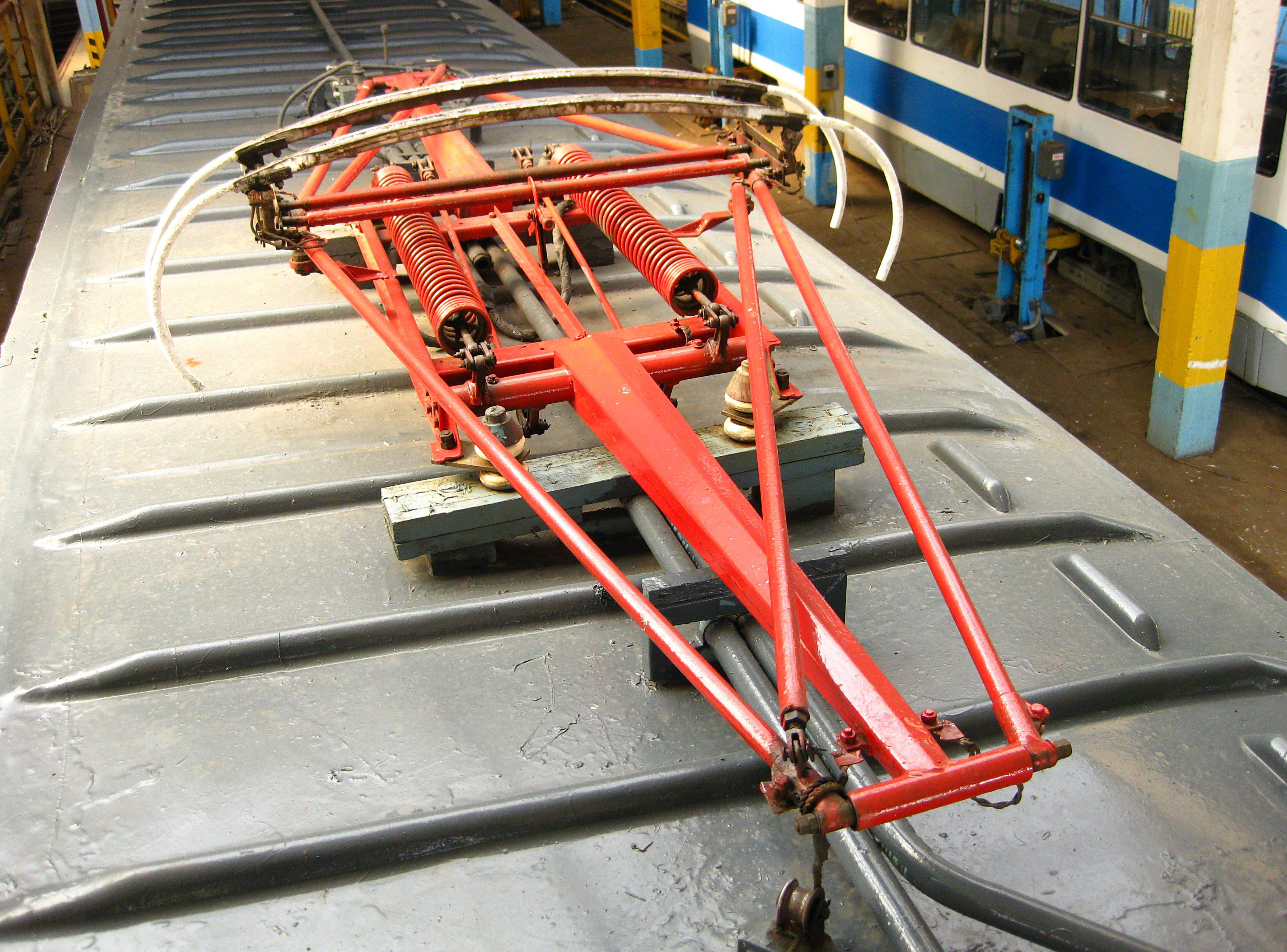
集電装置
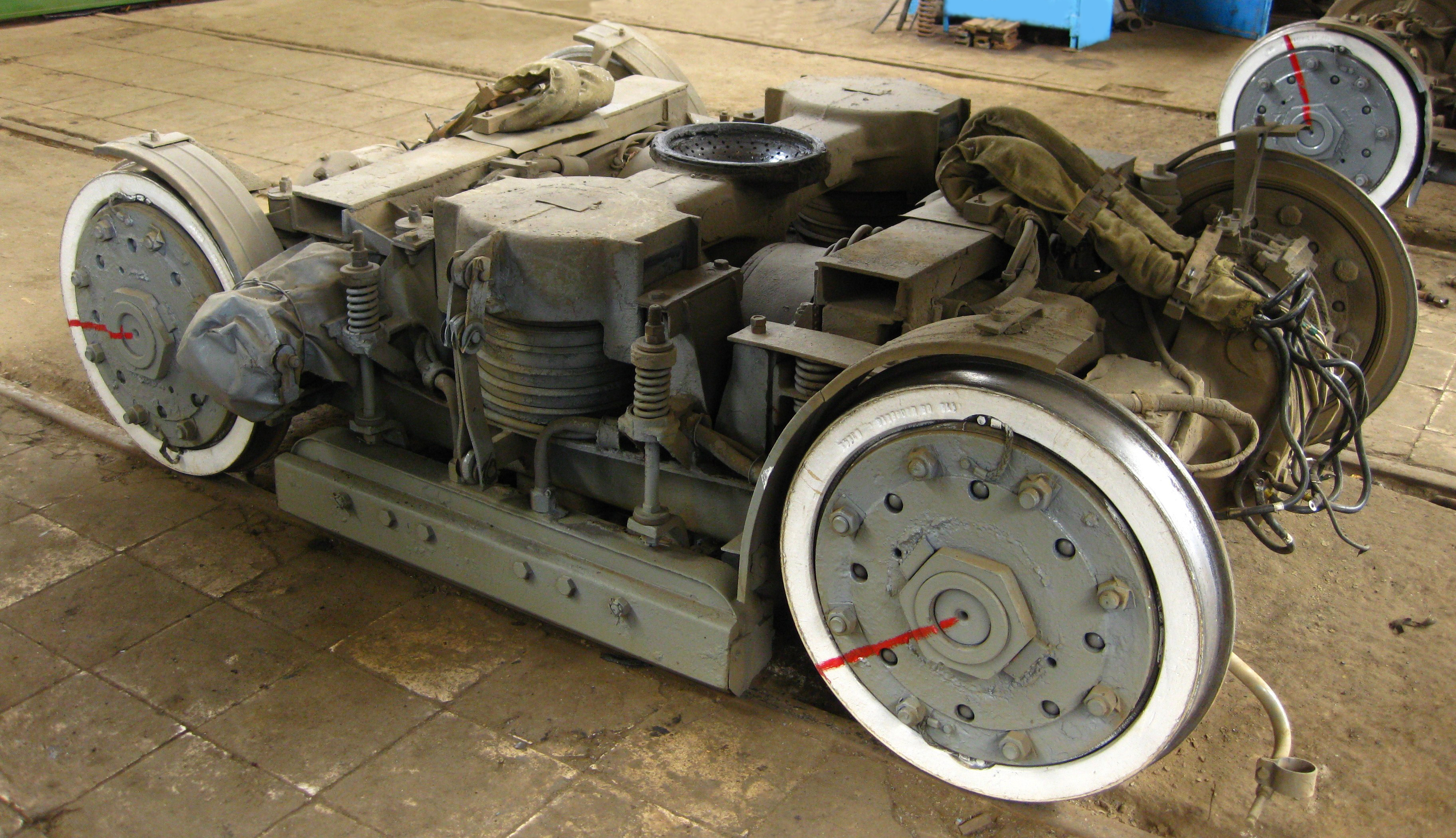
台車

ウスチ＝カタフスキー車両製造工場は、ソビエト連邦（現：ロシア連邦）で路面電車車両の製造を手掛ける輸送用機器メーカーである。1901年から路面電車市場に参入した同社は、1963年からKTM-5の製造を開始し、改良型のKTM-5M2は1971年から15,000両近くという大量生産が実施された。一方、1980年代にはKTM-5で用いられていた抵抗制御方式は旧時代的な機構となっており、消費電力の抑制や機器の簡易化が可能な電機子チョッパ制御を用いた制御装置が求められるようになった。そこで1980年代、ウスチ＝カタフスキー車両製造工場でもこの制御方式を用いた車両の研究が始まり、1988年に試作車2両が完成した。これが71-608である。
電気機器としてサイリスタ位相制御方式（ТИСУ）を用いた制御装置が搭載され、制御回路は補助電源装置と共に充電池および静的コンバータによって駆動された。車体構造やデザインも大幅に変更され、側面のコルゲート加工が廃された他、車体長がKTM-5（15,000 mm）から延長され15,250 mmとなり、乗降扉の数も右側4箇所に増設された。そのうち中央の2箇所は両開き（扉幅1,300 mm）、前後2箇所は片開き（扉幅950 mm）となっていた。車内には革張りの座席が設置されていた。一方で駆動方式はKTM-5と同様、自在継手や歯車を介して動力を伝達する垂直カルダン駆動方式が用いられた。主電動機の出力は80 kwであった。車両の前後には連結器も設置されており、最大3両編成まで総括制御運転が可能であった。
製造後はカリーニン市電（→トヴェリ市電）で1992年まで試運転が行われたが、以降の量産車の電気機器に関しても従来の抵抗制御方式を用いる事となり、サイリスタ位相制御を用いた71-608の量産は行われなかった、その後、2両とも1993年にモスクワ市電へ転属し、2006年に廃車されるまで営業運転に使われた。
71-608の発展形式として、中間電動車の71-609、モスクワのディナモ工場（"Динамо"）製の電気機器を搭載した71-614が設計され、後者は試作車の製造も行われたが、信頼性の低さやソビエト連邦の崩壊後の需要減少により双方とも製造・量産される事はなかった。

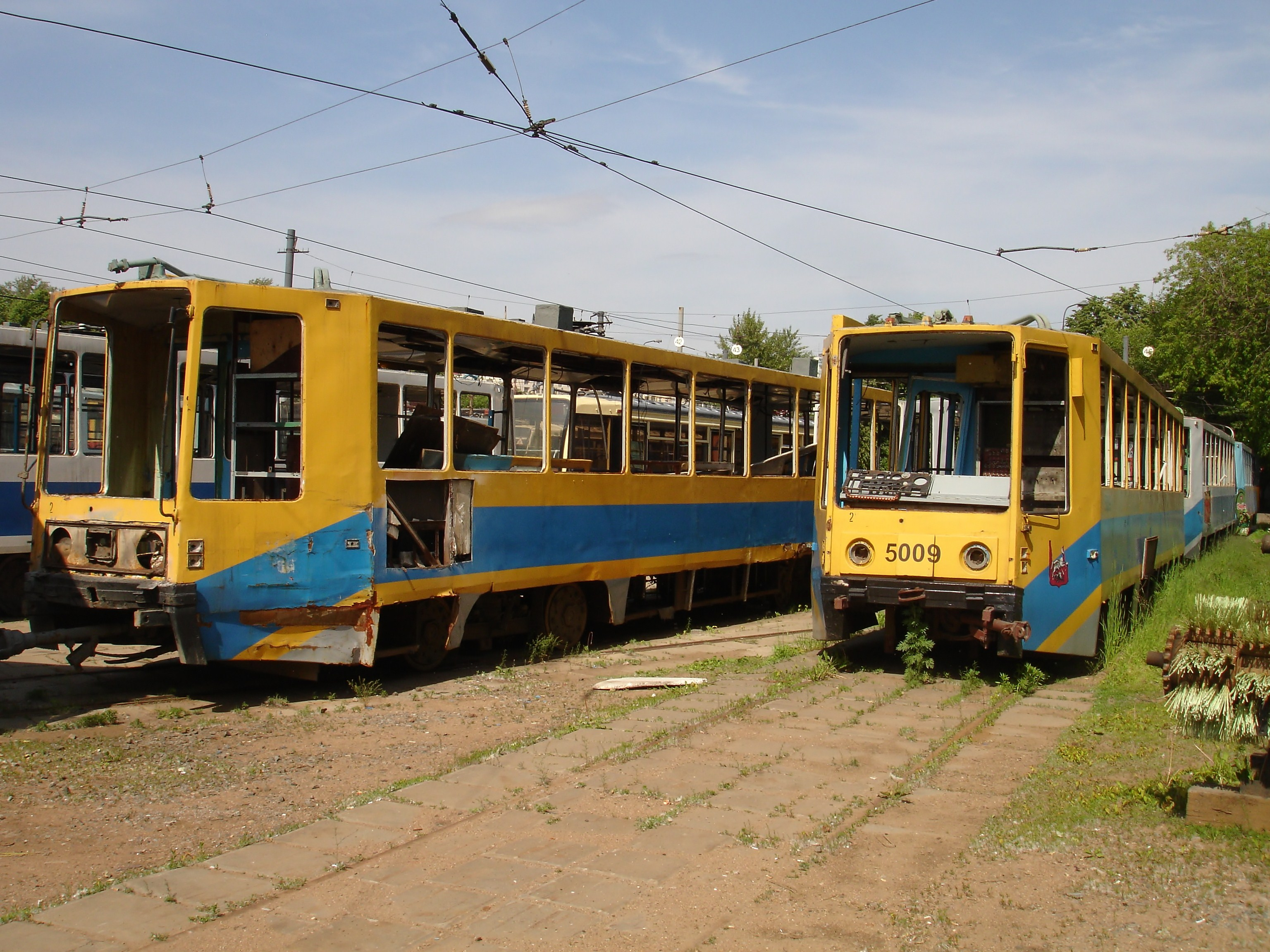
71-608の廃車体（2008年撮影）

## 71-608K

### 概要
新機軸のサイリスタ位相制御を用いた71-608の開発と並行し、ウスチ＝カタフスキー車両製造工場では従来の抵抗制御方式（カム軸式抵抗制御）を用いた71-608K（71-608К）の開発も進められた。71-608と同様の片運転台車体を有し総括制御も可能な設計だが、グラスファイバー製の座席の採用など車体・車内の一部に変更が加えられた。乗降扉の開閉にはチェーン駆動が用いられた。主電動機には直並列組合せ制御に対応したDK-259E（ДК-259Е）が用いられ、出力は50 kwであった。運転室からの速度制御には間接半自動制御が使われており、ノッチ数は10段だった。
1989年から1990年にかけて試作車8両が作られ、チェリャビンスク市電やモスクワ市電に投入された。そのうち後者は1957年から1988年まで長期に渡ってチェコスロバキア（現：チェコ）のČKDタトラ製の路面電車を導入しており、自国産の路面電車車両の導入は数十年ぶりとなった。量産は1990年から始まり、ソビエト連邦およびソビエト連邦の崩壊後の各国に導入されたが、後述する欠陥が指摘された事で改良型の71-608KMへ生産が移行し、1995年に製造を終了した。
71-608Kの派生形式には、以下の2種類が存在する。

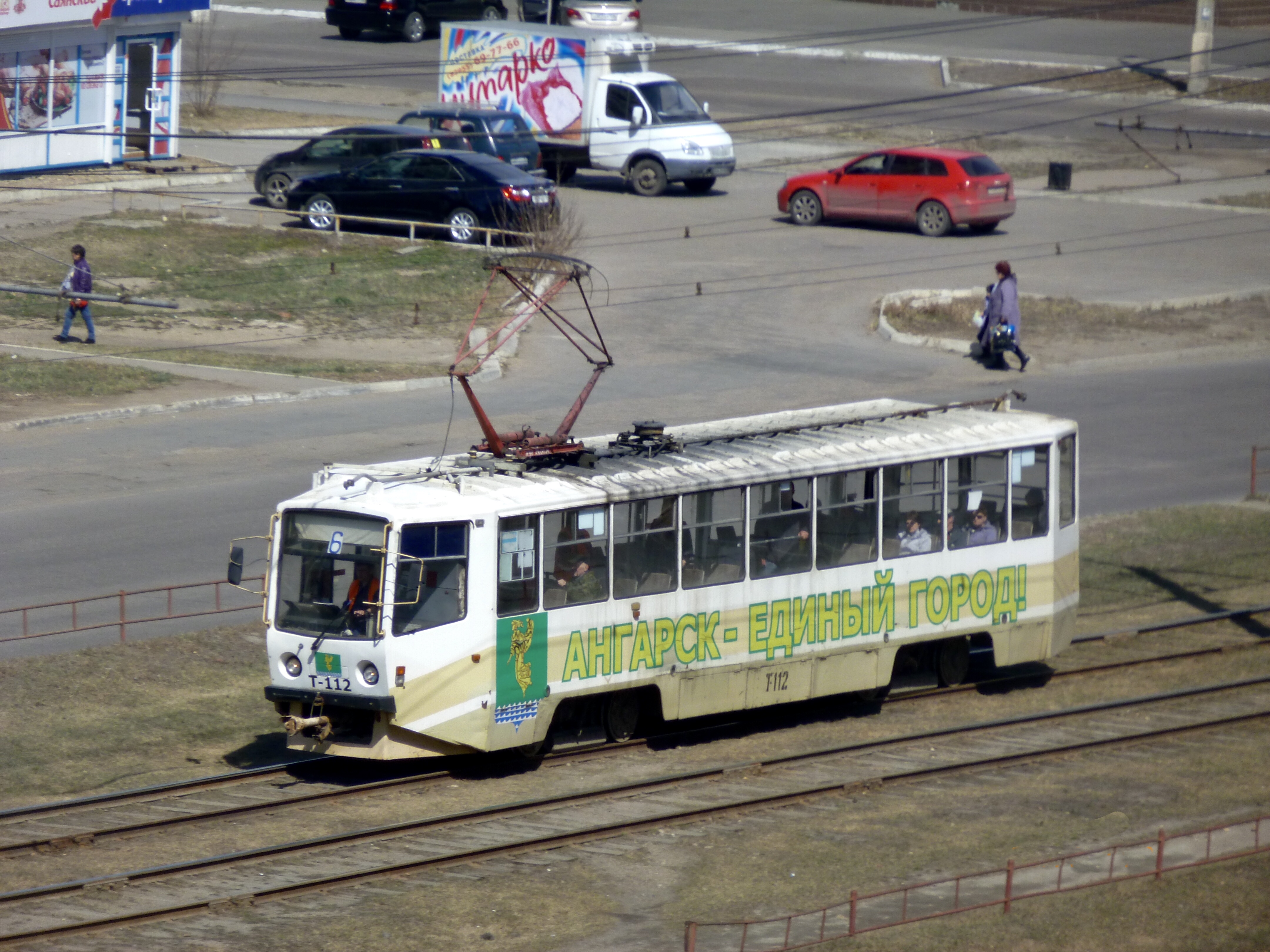
71-608KU - 71-608Kのうち、ソビエト連邦（現：ロシア連邦）で唯一軌間1,435 mm（標準軌）の路線網を有するロストフ・ナ・ドヌ市電向けの車両は標準軌に対応した台車が設置されており、形式名も「71-608KU（71-608КУ）」として区別された[5][10]。
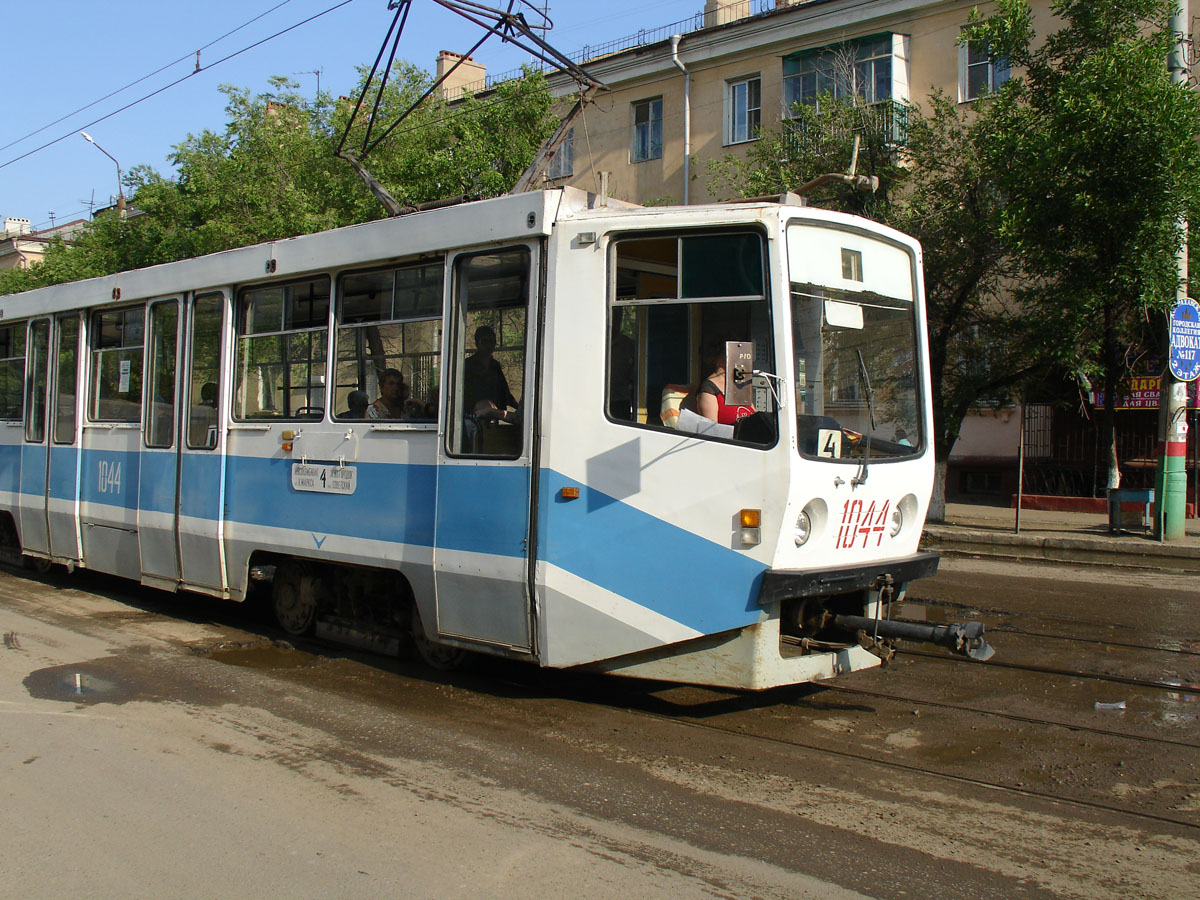
71-617（KTM-17） - 訓練運転用の教習車としての使用を考慮した形式。運転席の面積が拡大し、指導員が座るための運転席が増設された。1994年に2両がモスクワ市電に導入された[2][5]。
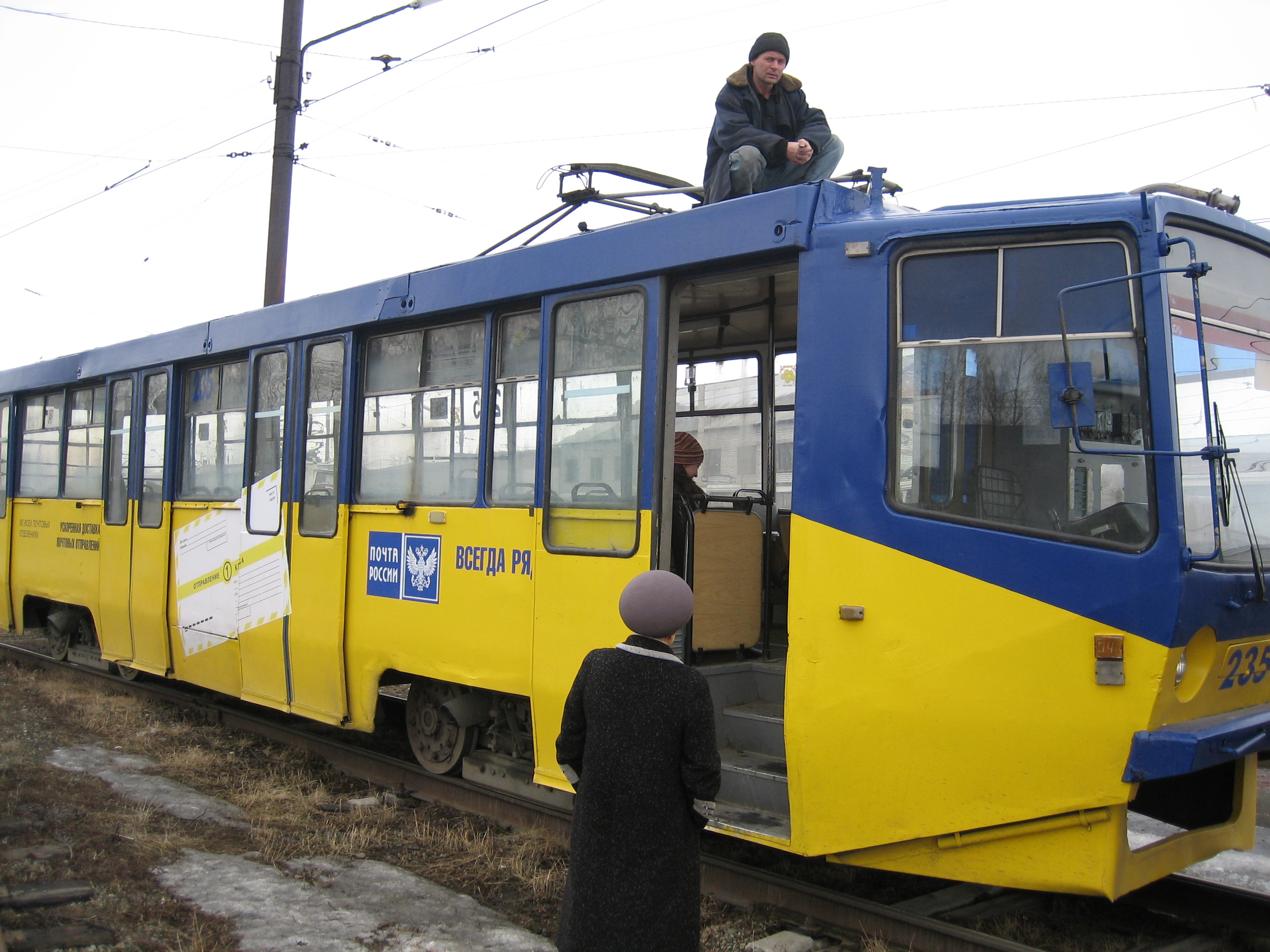
71-608KM（ビイスク） （ビイスク市電）
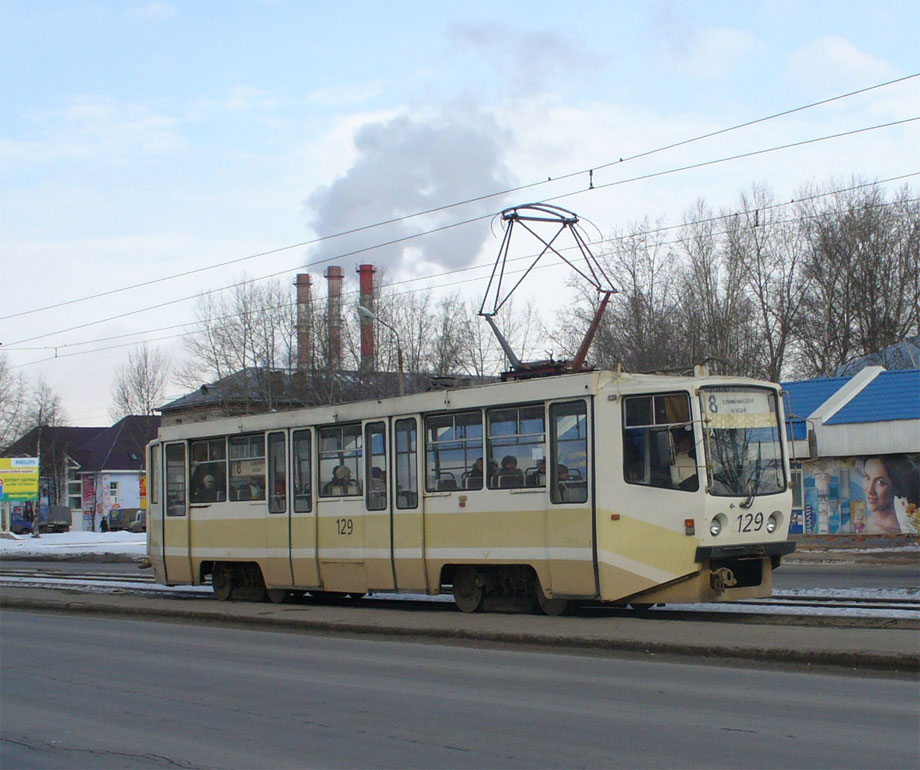
71-608KM（チェレポヴェツ） （チェレポヴェツ市電）
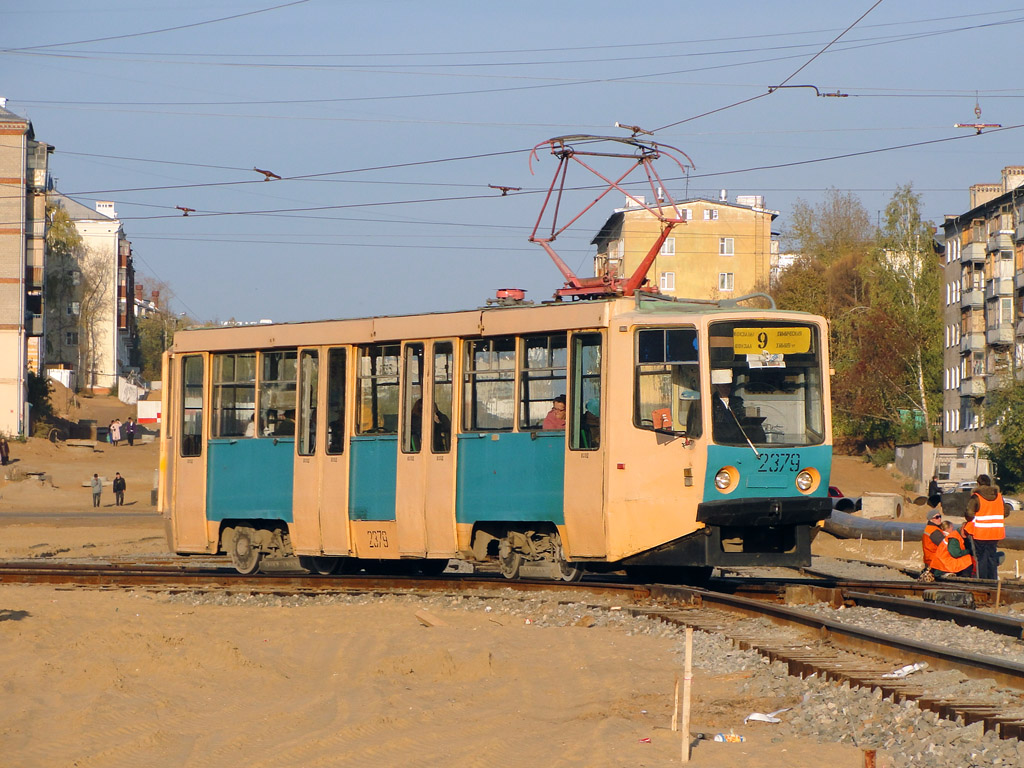
71-608KM（カザン） （カザン市電）
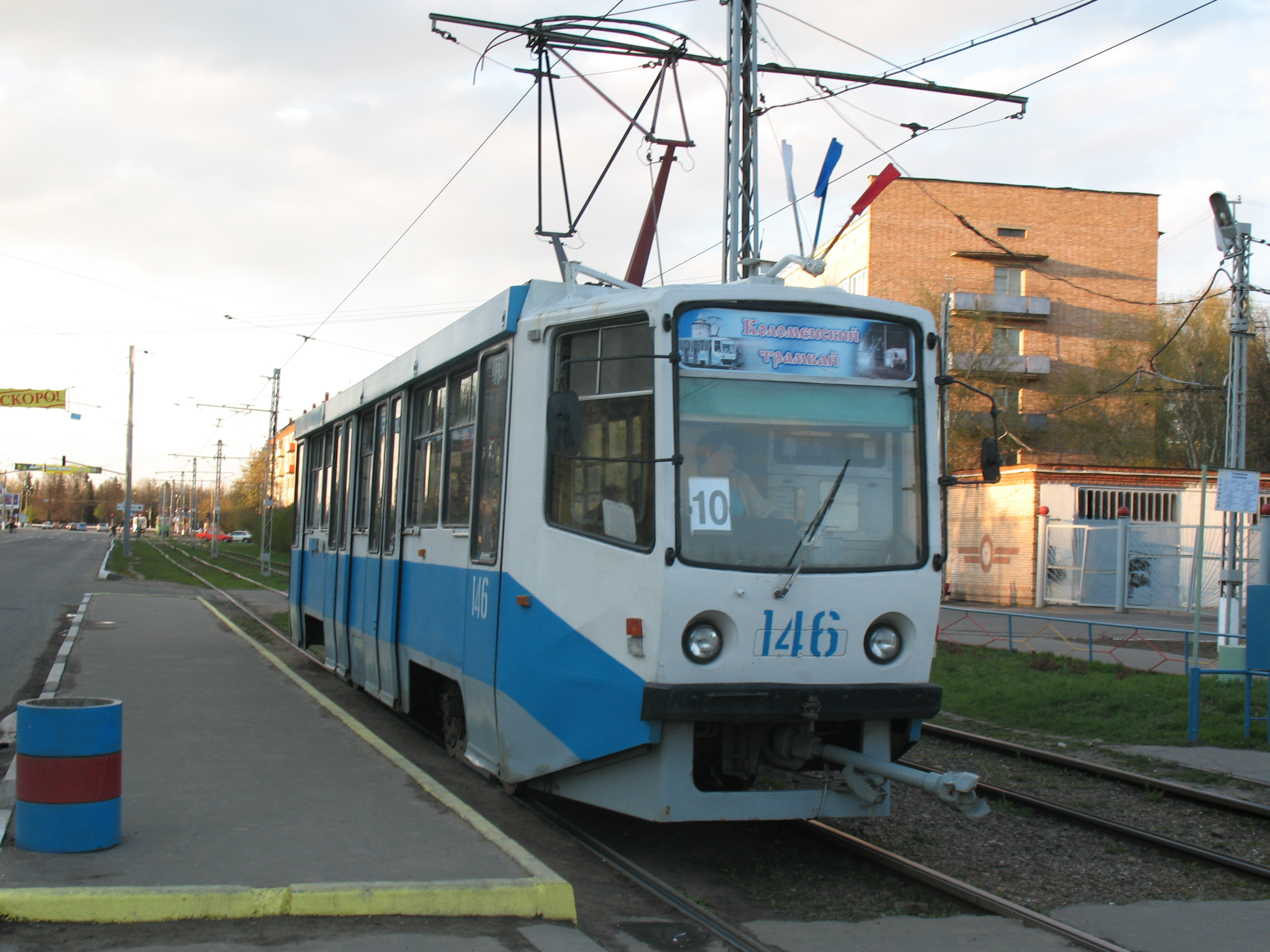
71-608KM（コロムナ） （コロムナ市電）
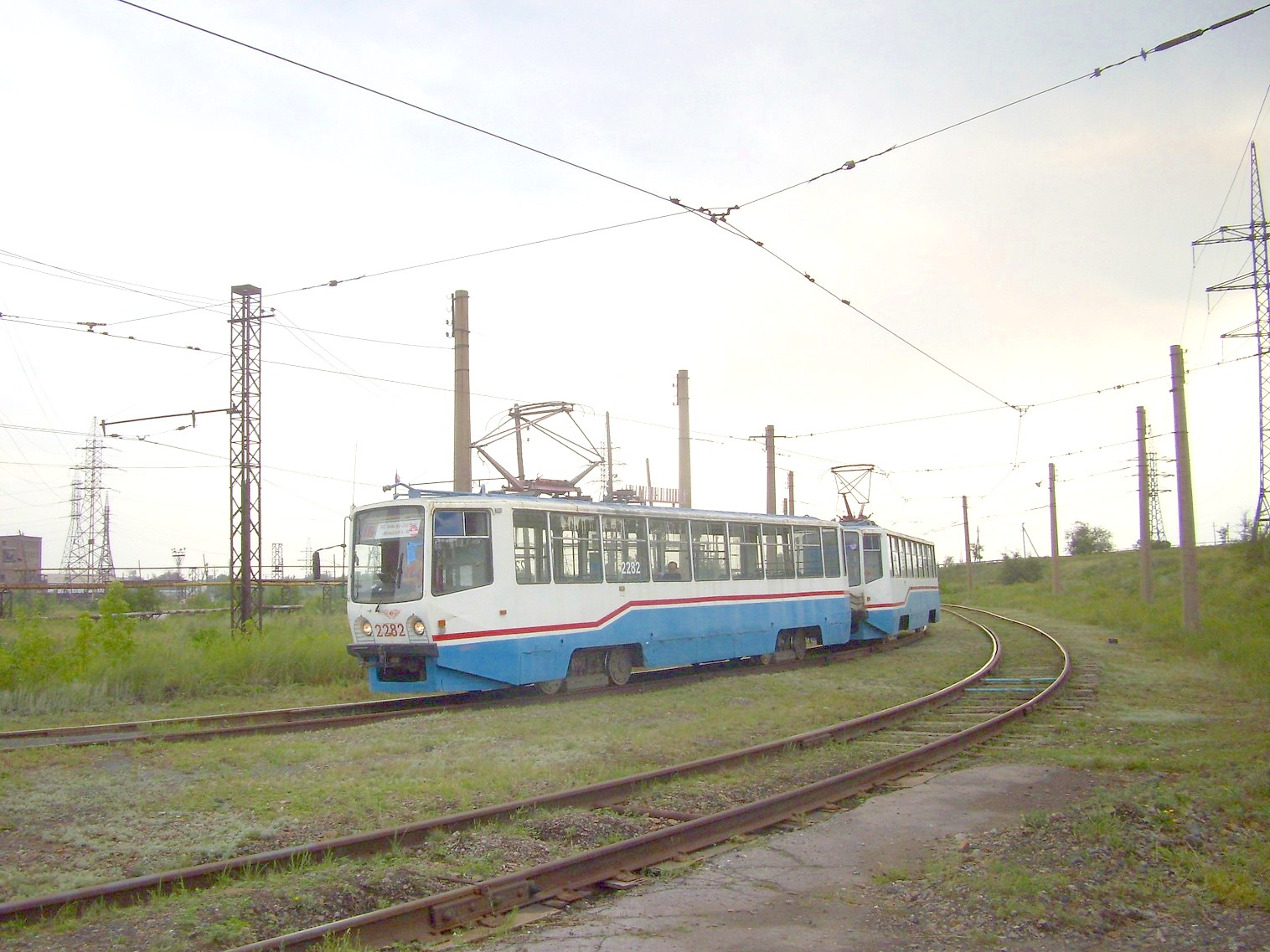
71-608KM（マグニトゴルスク） （マグニトゴルスク市電）
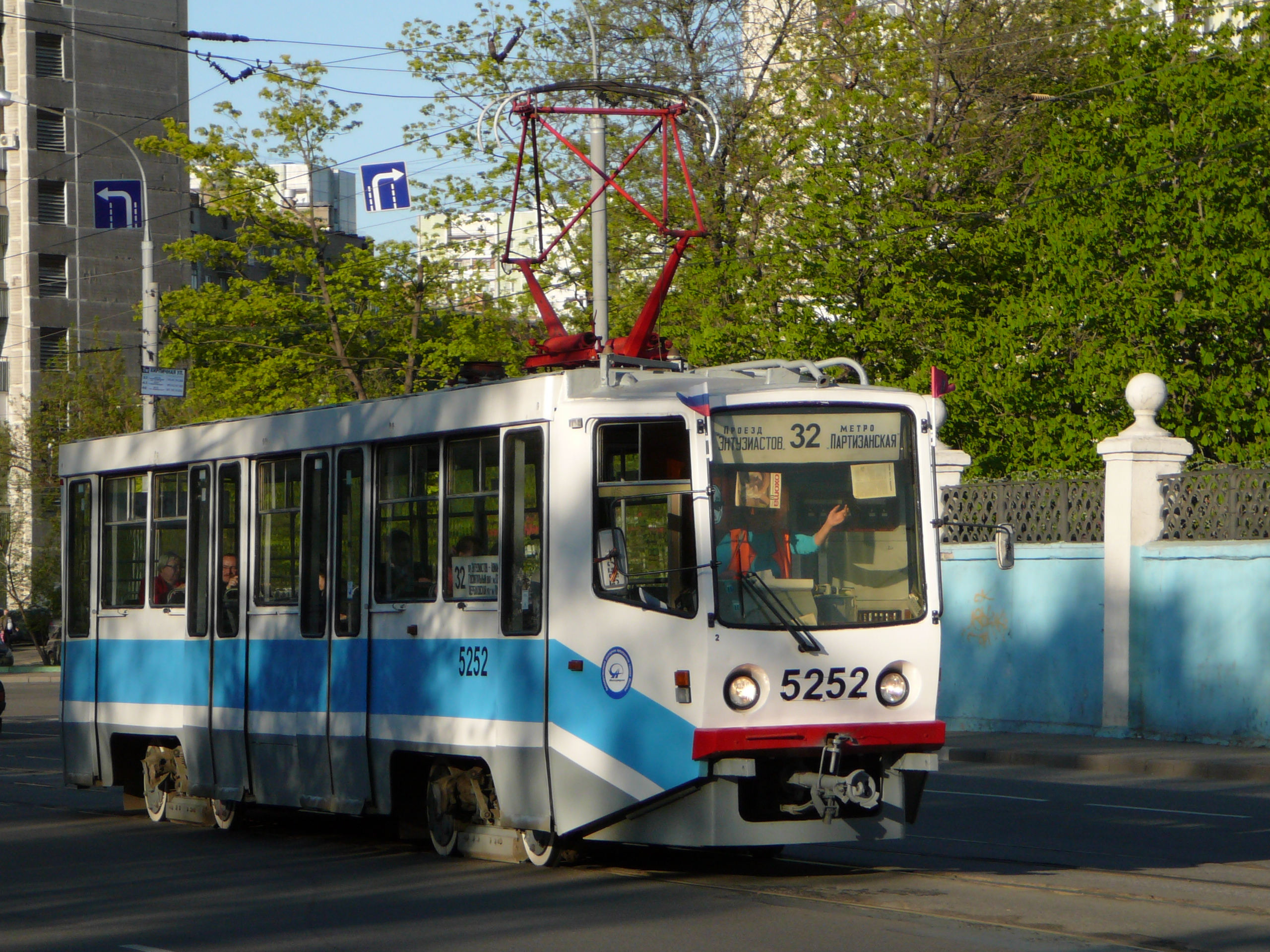
71-608KM（モスクワ） （モスクワ市電）
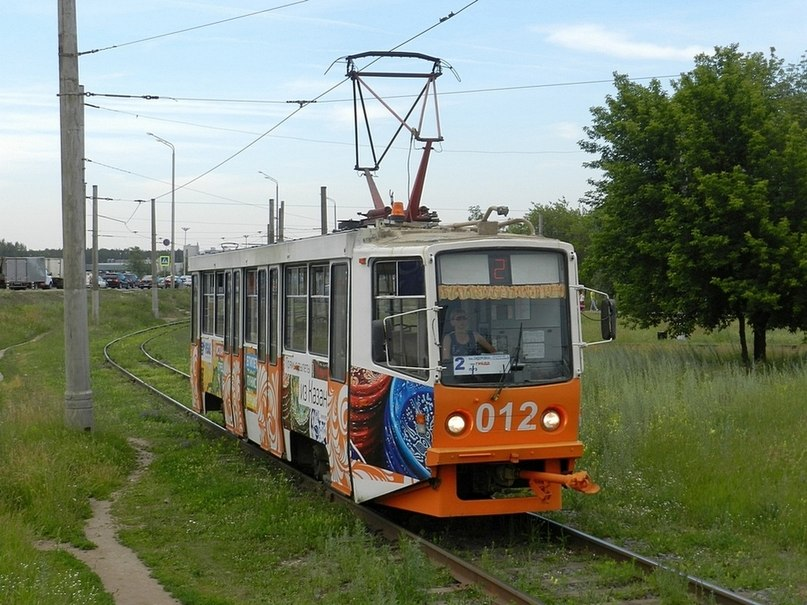
71-608KM（ナーベレジヌイェ・チェルヌイ） （ナーベレジヌイェ・チェルヌイ市電）
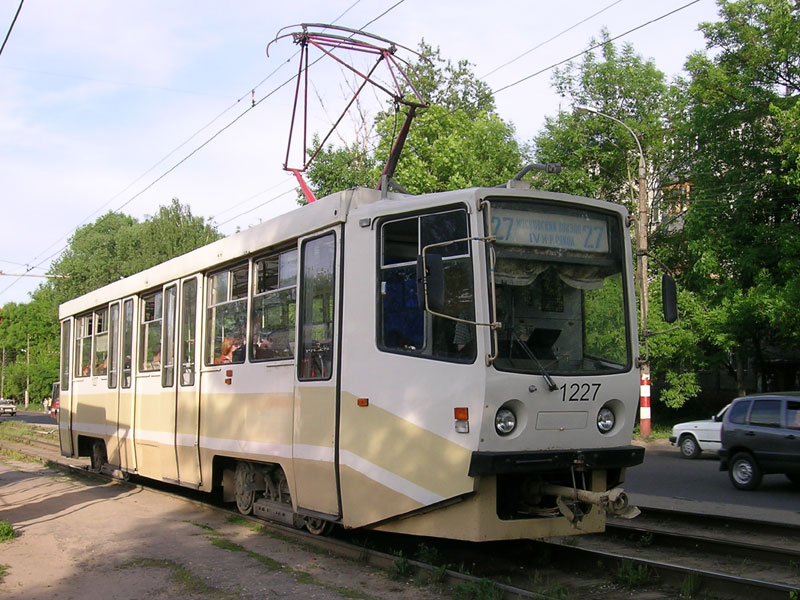
71-608KM（ニジニ・ノヴゴロド） （ニジニ・ノヴゴロド市電）
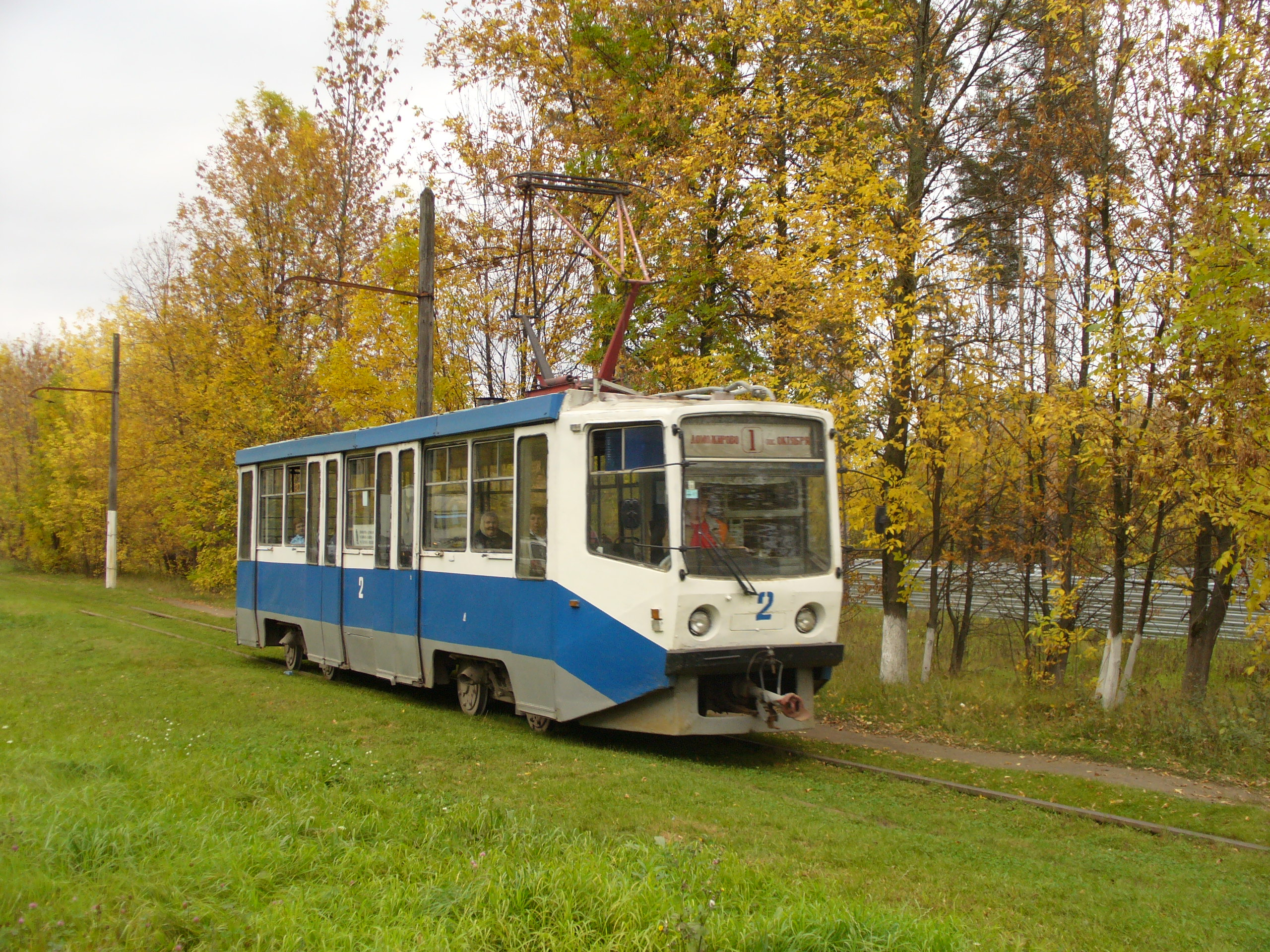
71-608KM（ノギンスク） （ノギンスク市電）
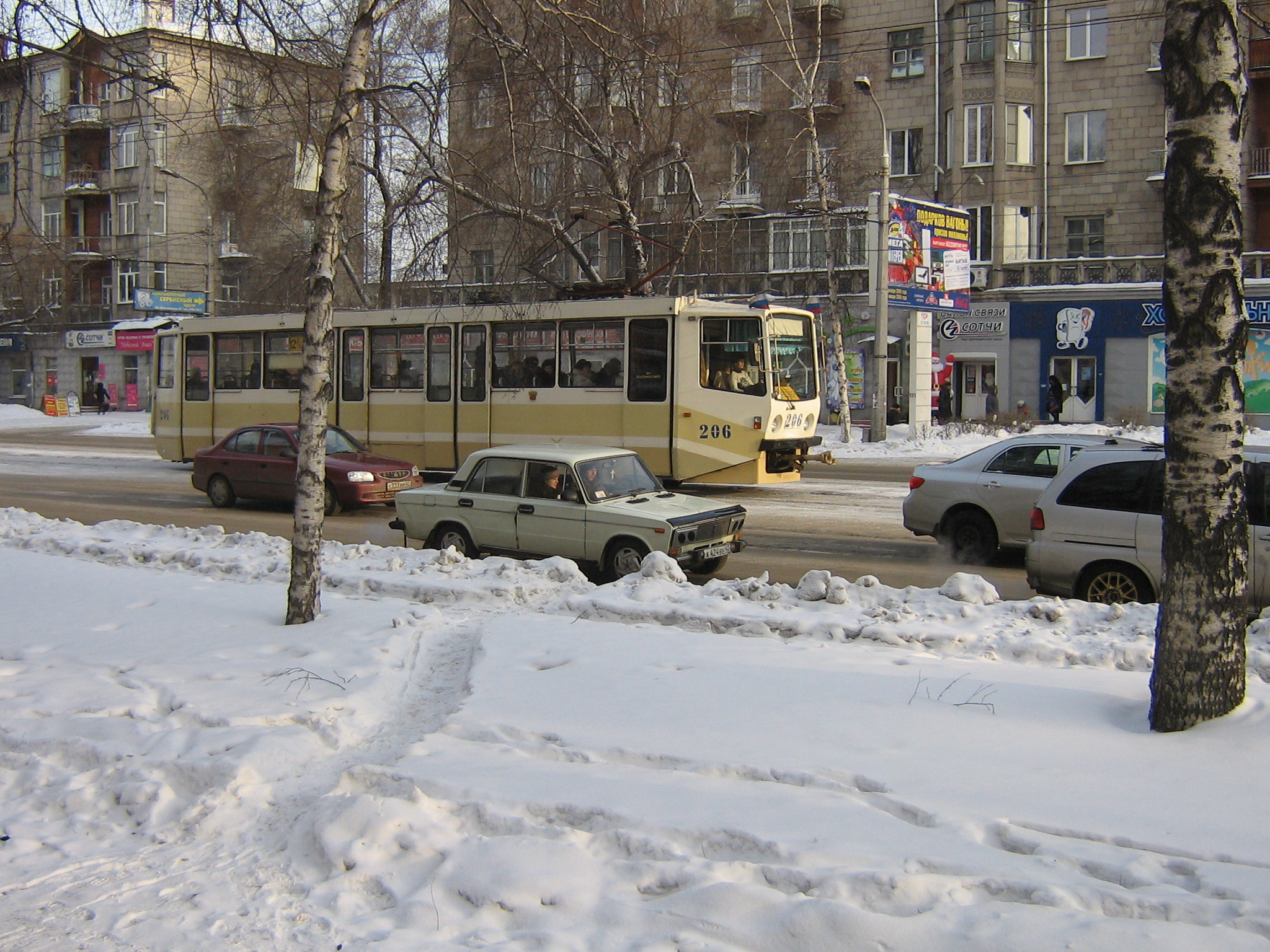
71-608KM（ノヴォクズネツク） （ノヴォクズネツク市電）
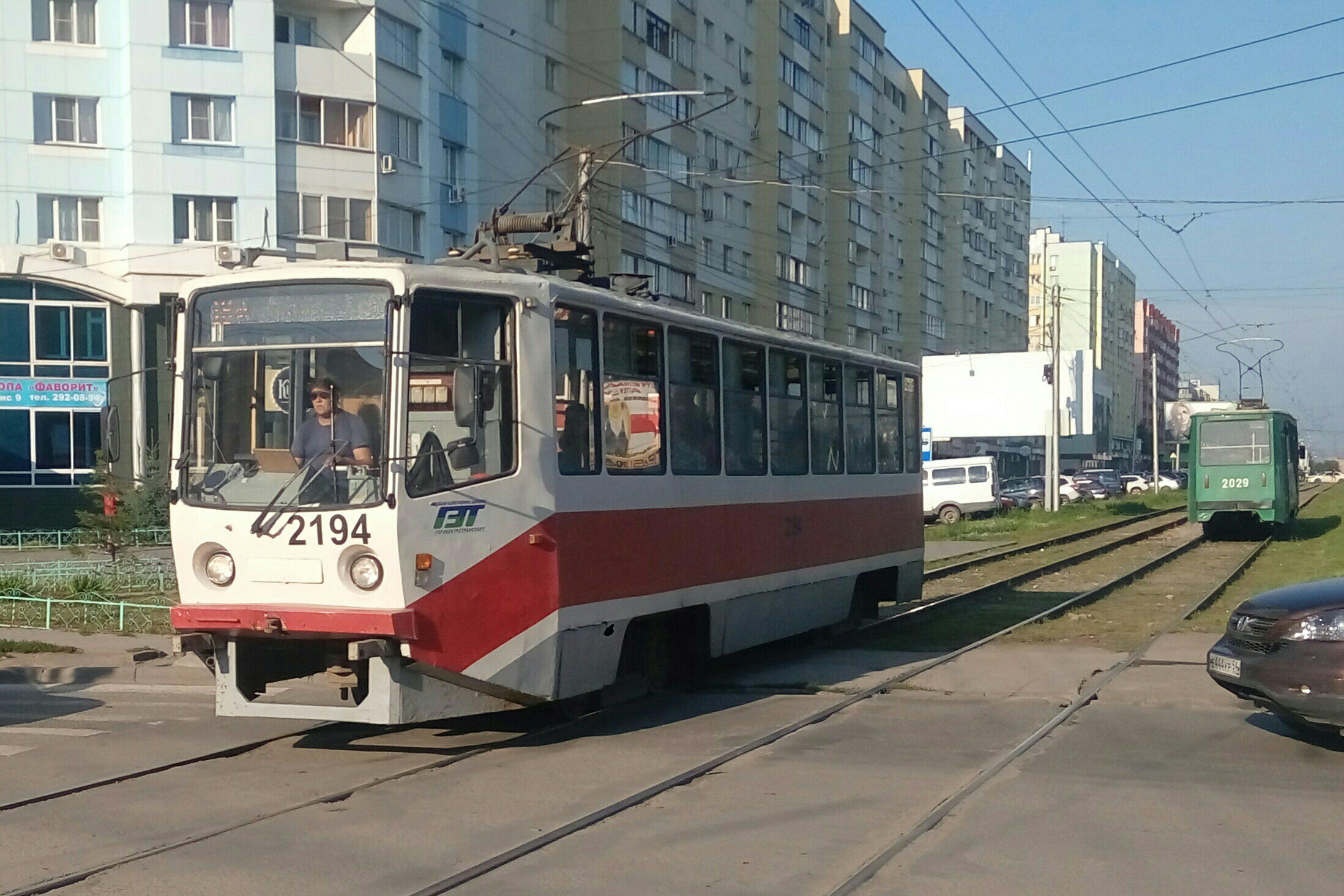
71-608KM（ノヴォシビルスク） （ノヴォシビルスク市電）
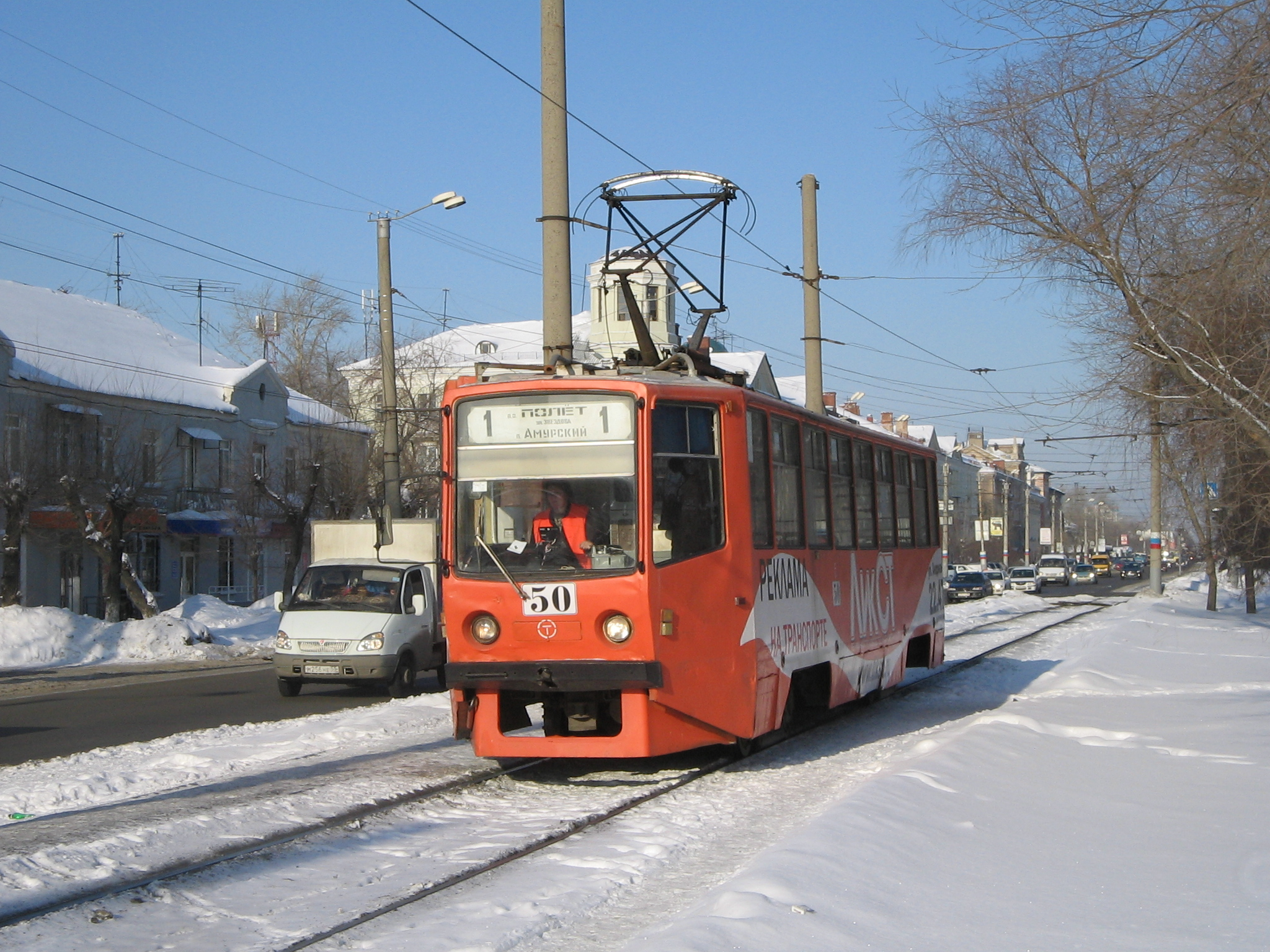
71-608KM（オムスク） （オムスク市電）
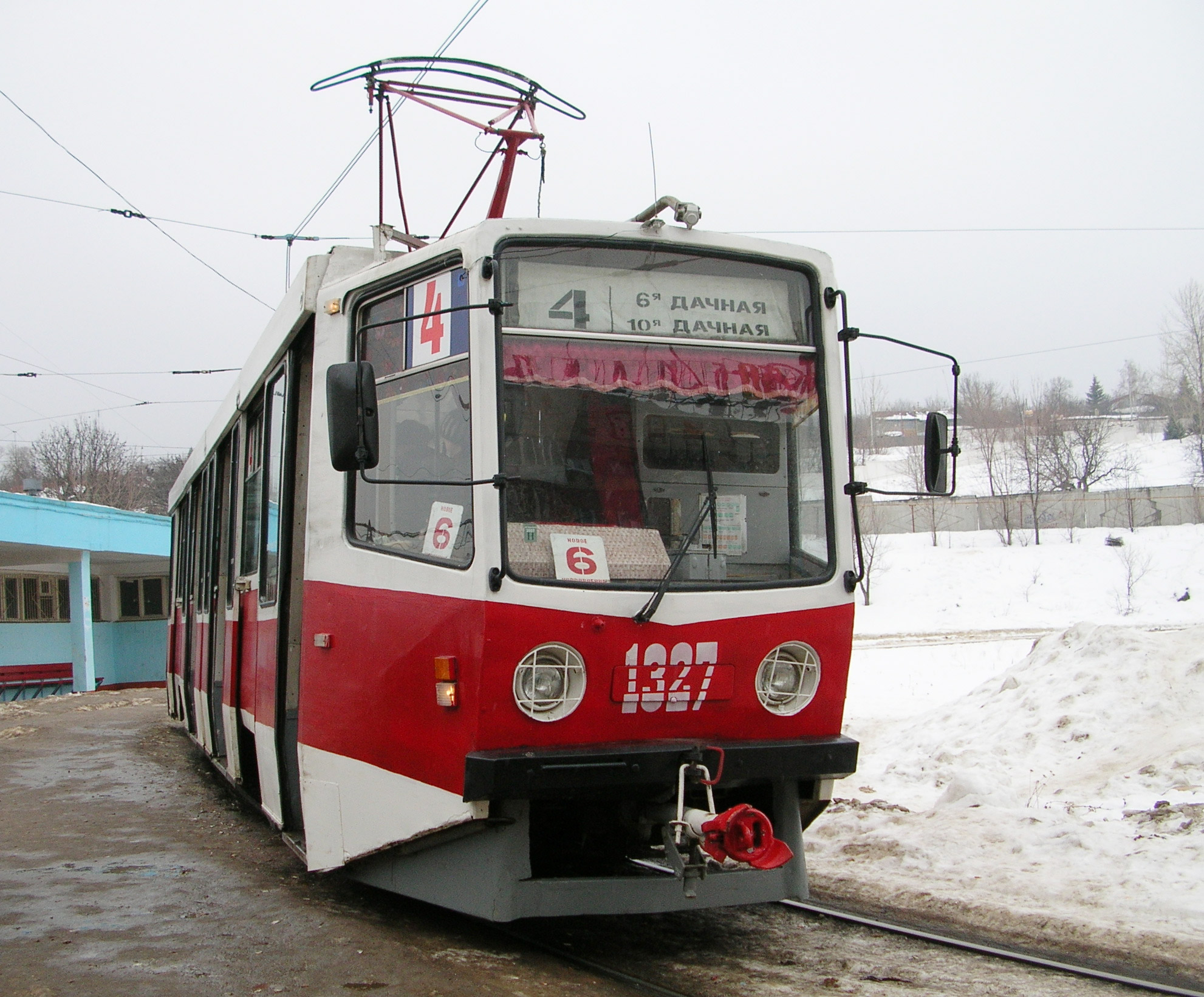
71-608KM（サラトフ） （サラトフ市電）
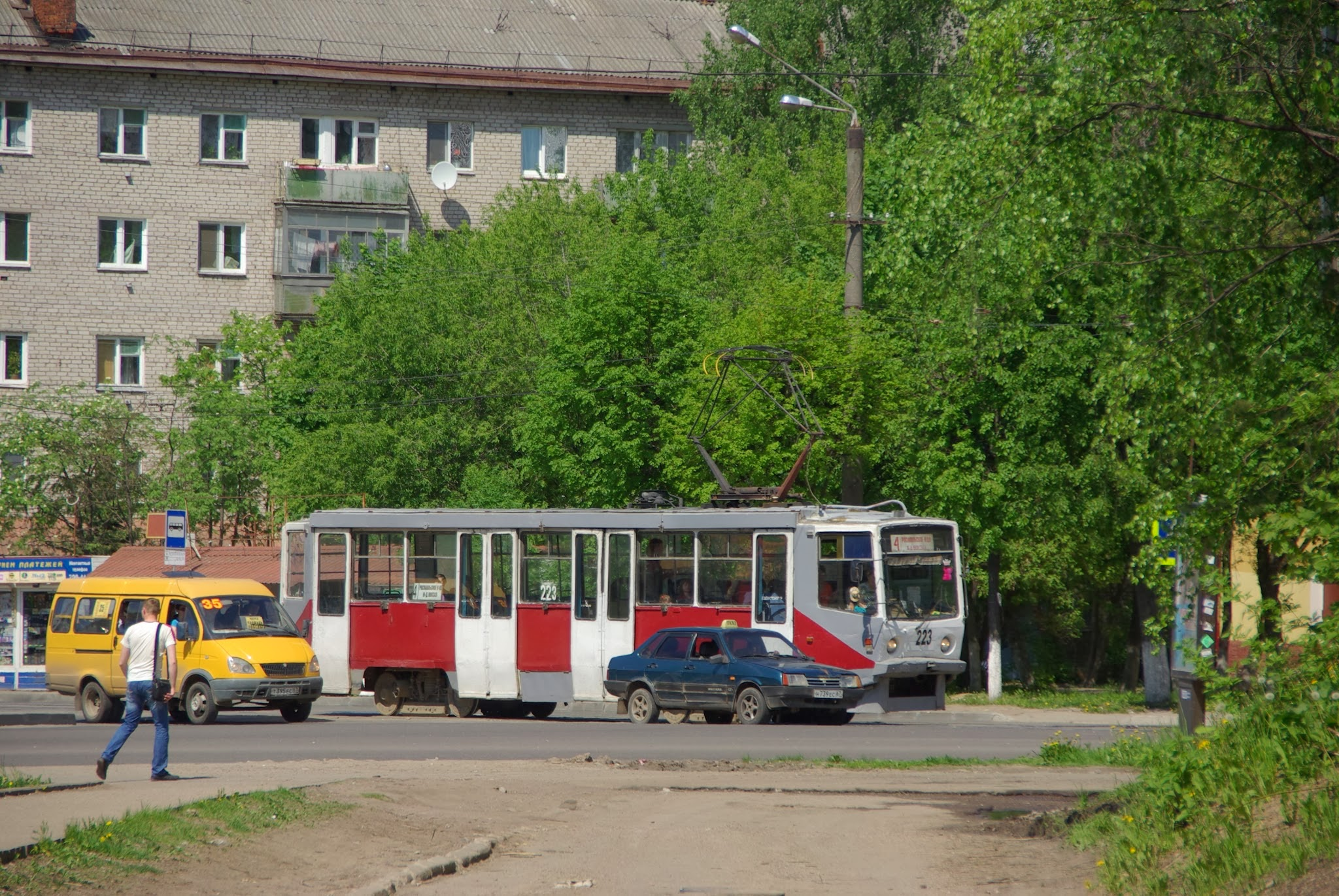
71-608KM（スモレンスク） （スモレンスク市電）
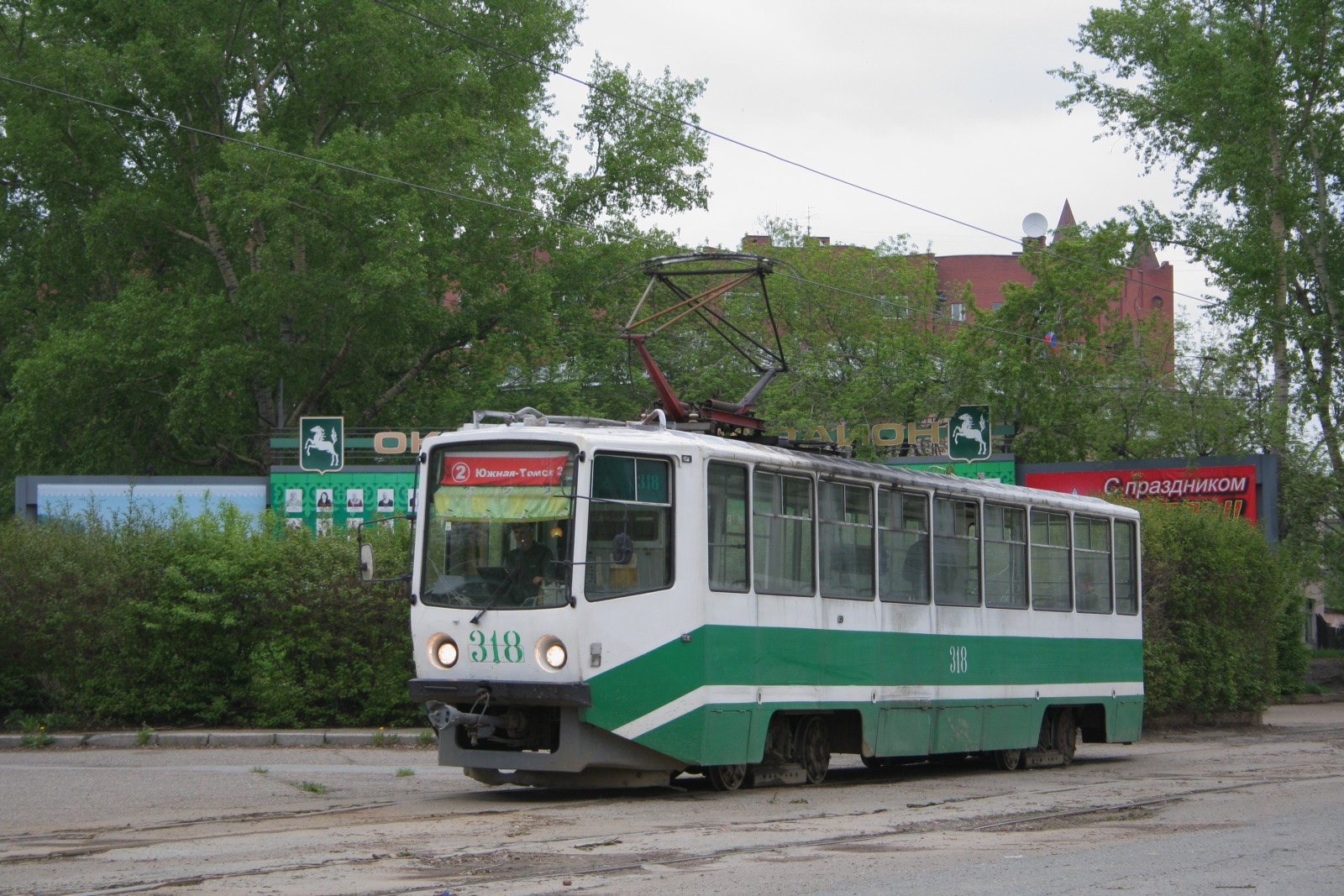
71-608KM（トムスク） （トムスク市電）
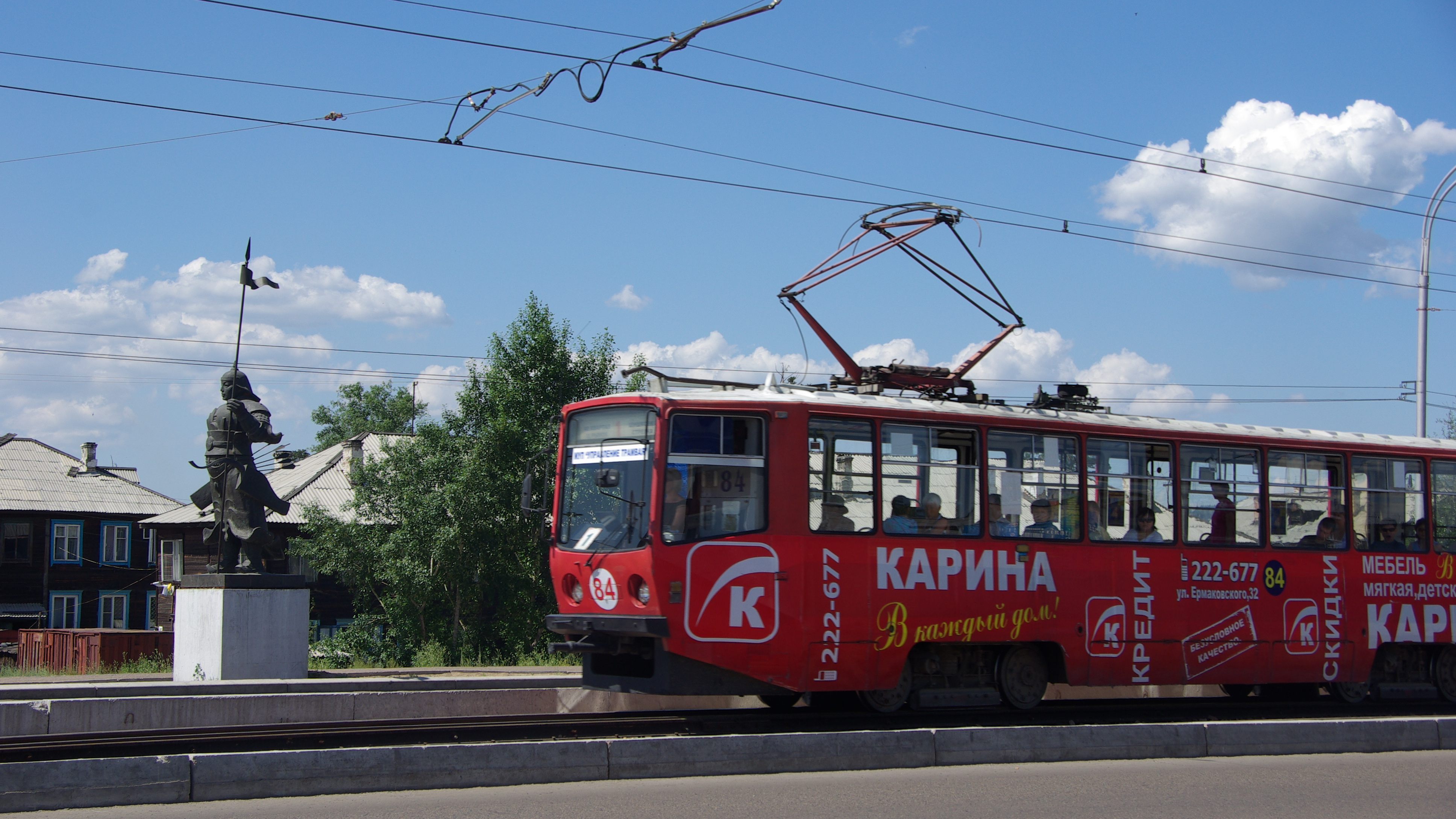
71-608KM（ウラン・ウデ） （ウラン・ウデ市電）
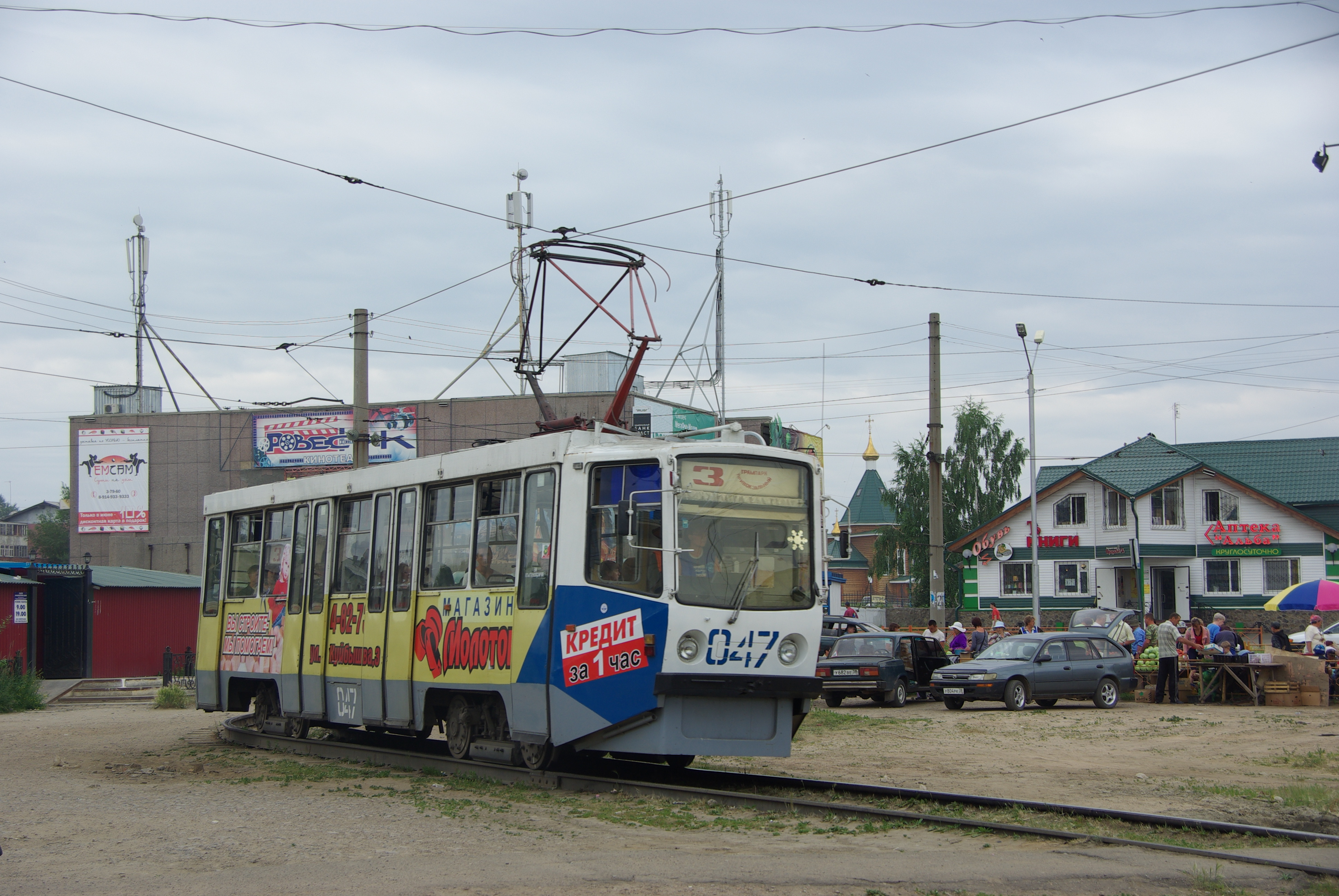
71-608KM（ウソリエ・シビリスコエ） （ウソリエ・シビリスコエ市電）
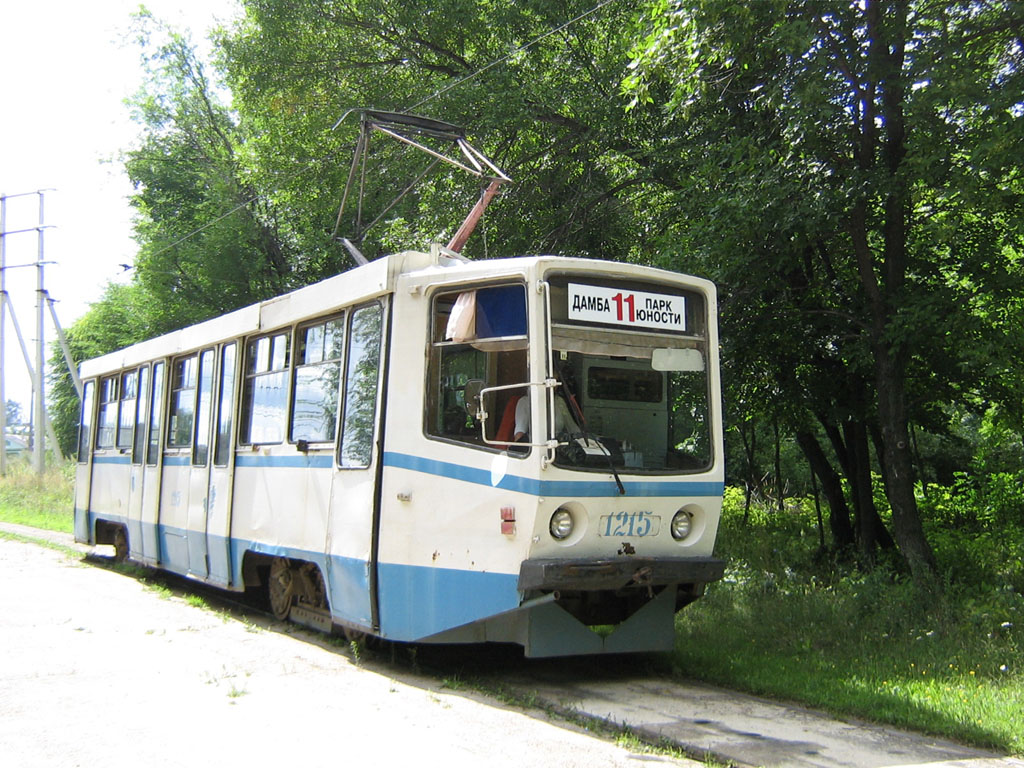
71-608KM（ウリヤノフスク） （ウリヤノフスク市電）
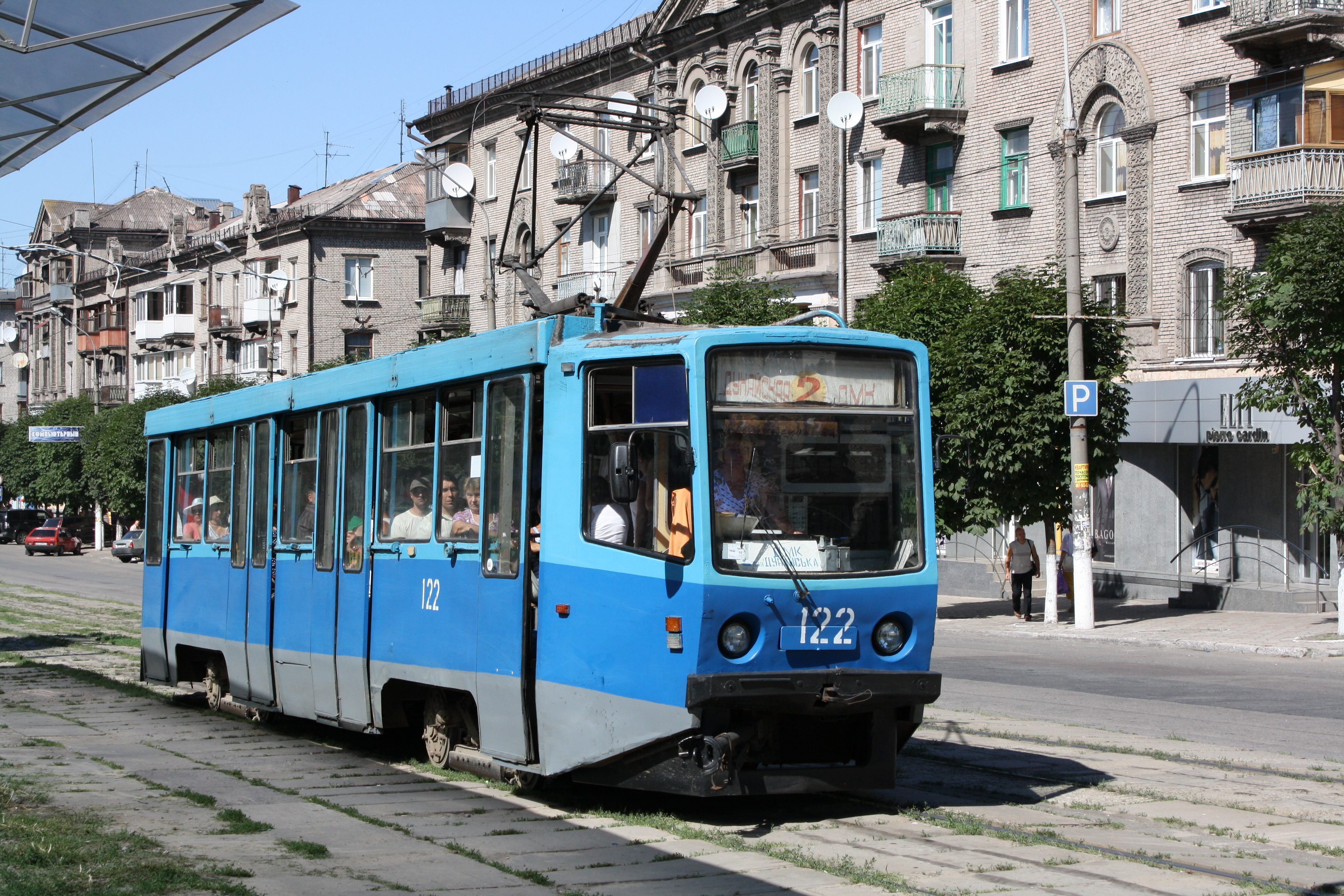
71-608KM（カーミヤンシケ） （カーミヤンシケ市電）
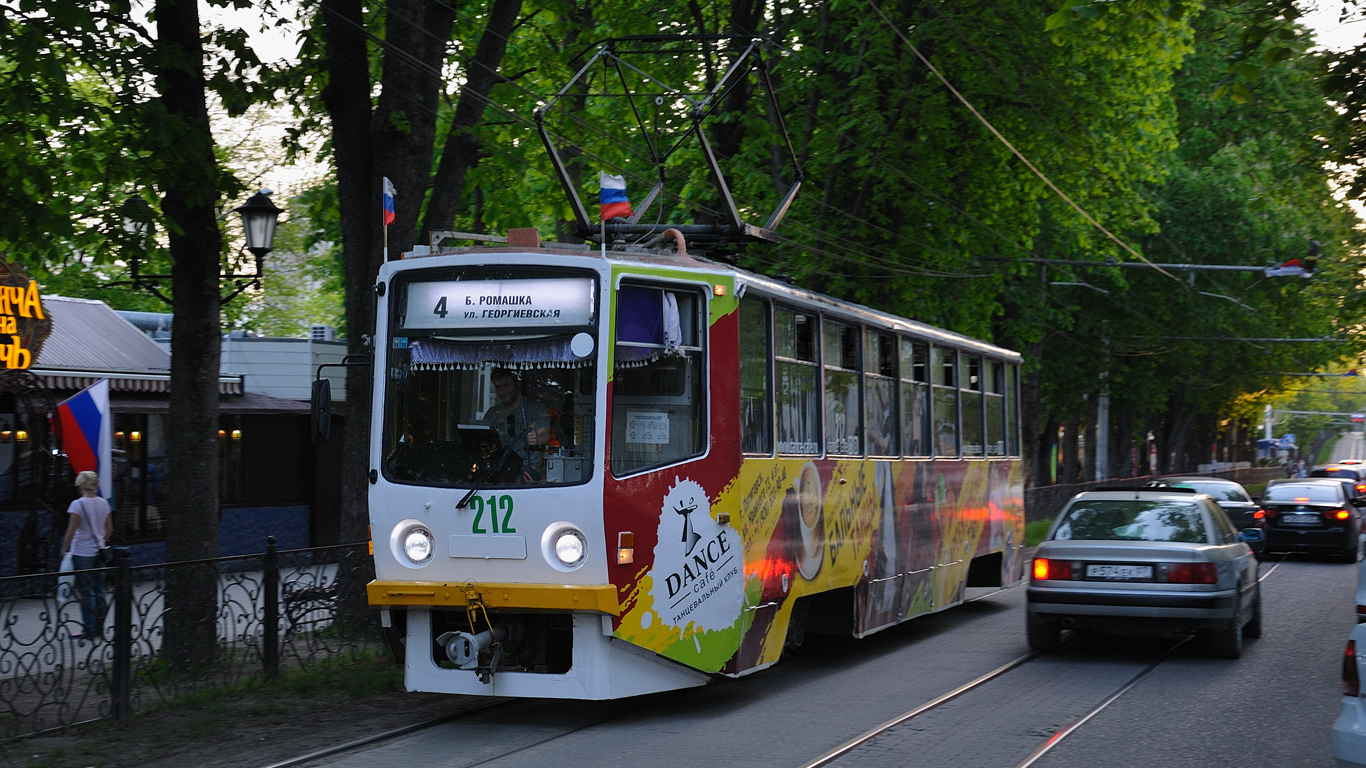
71-615（ピャチゴルスク） （ピャチゴルスク市電）
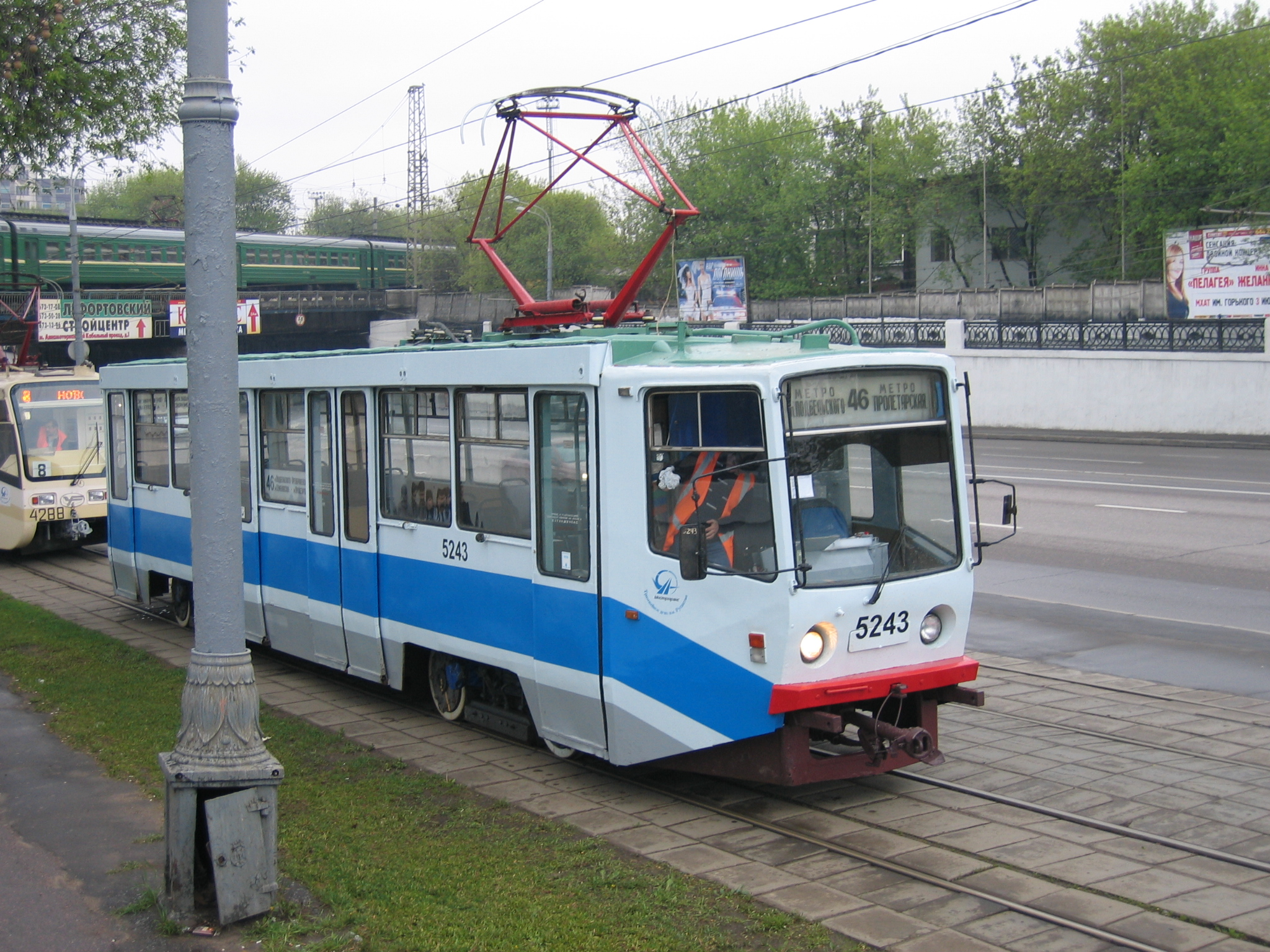
71-617（モスクワ） （モスクワ市電）

- 車内（トムスク）
- 集電装置
- 台車

### ギャラリー

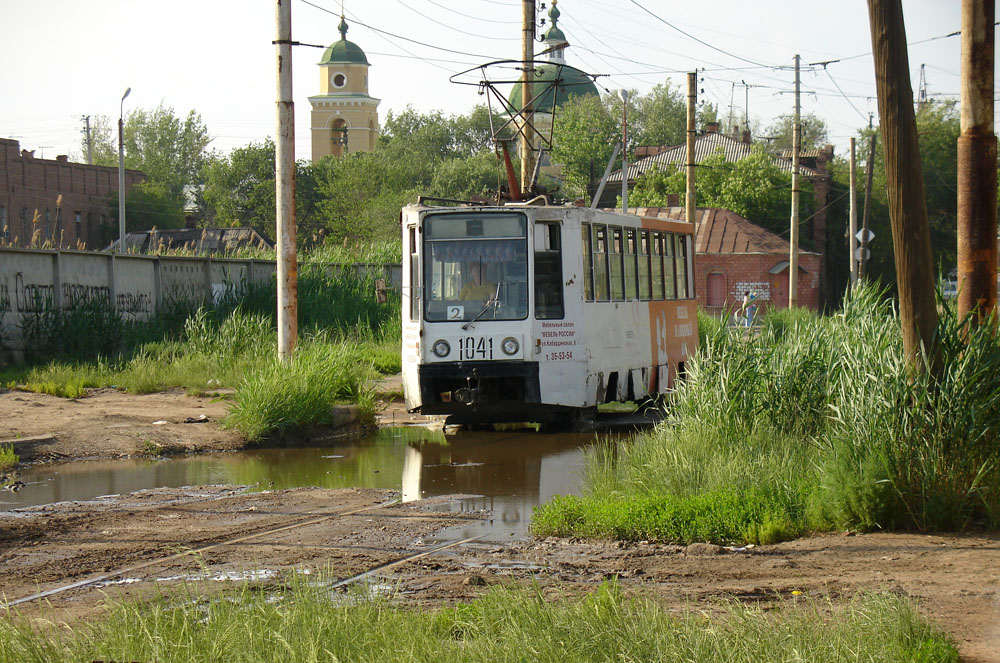
71-608K（アストラハン） （アストラハン市電）
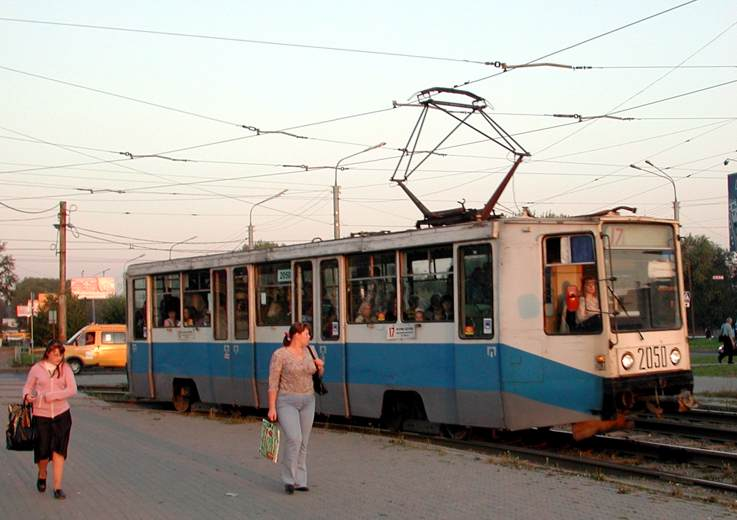
71-608K（チェリャビンスク） （チェリャビンスク市電）
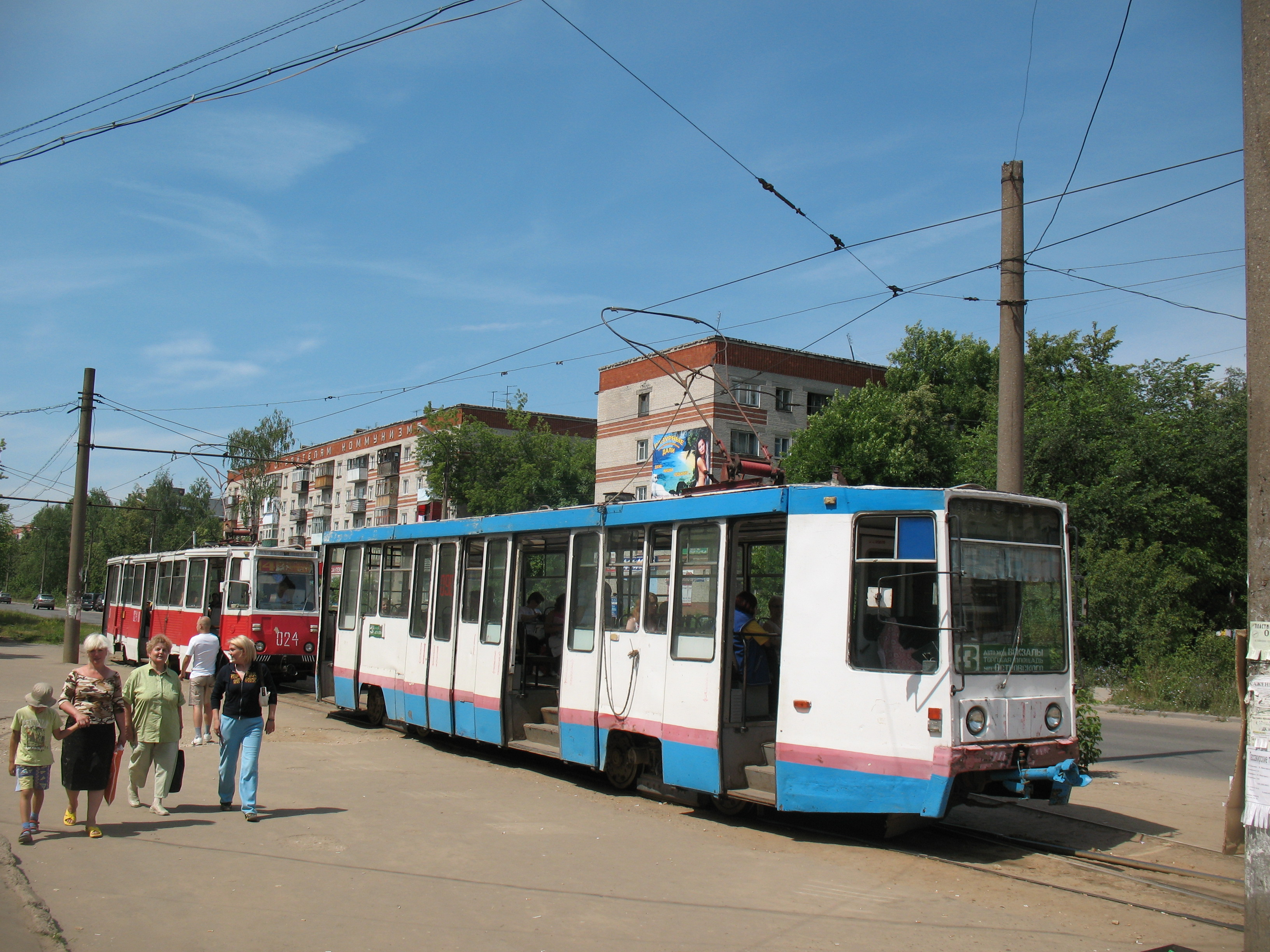
71-608K（ジェルジンスク） （ジェルジンスク市電）
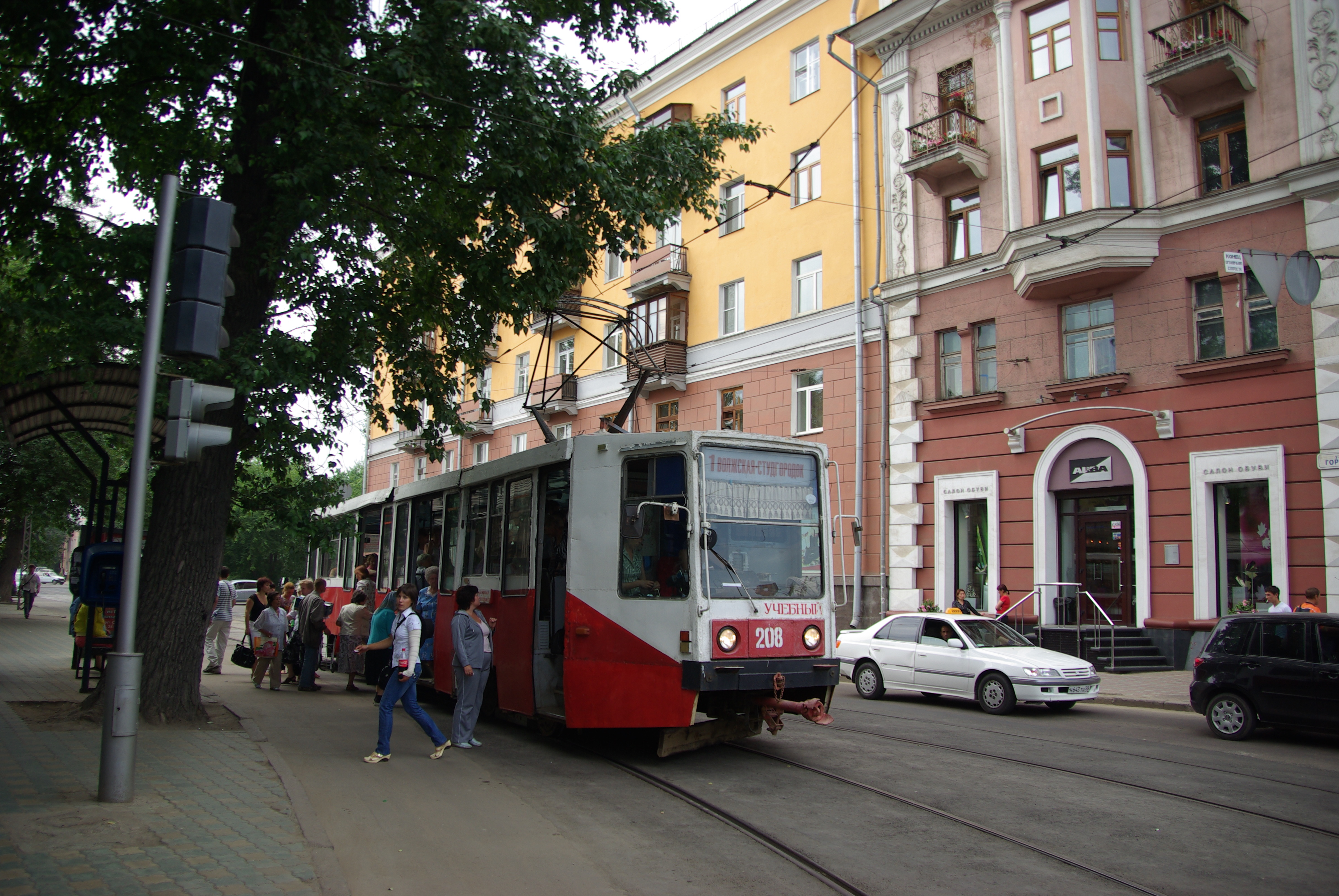
71-608K（イルクーツク） （イルクーツク市電）
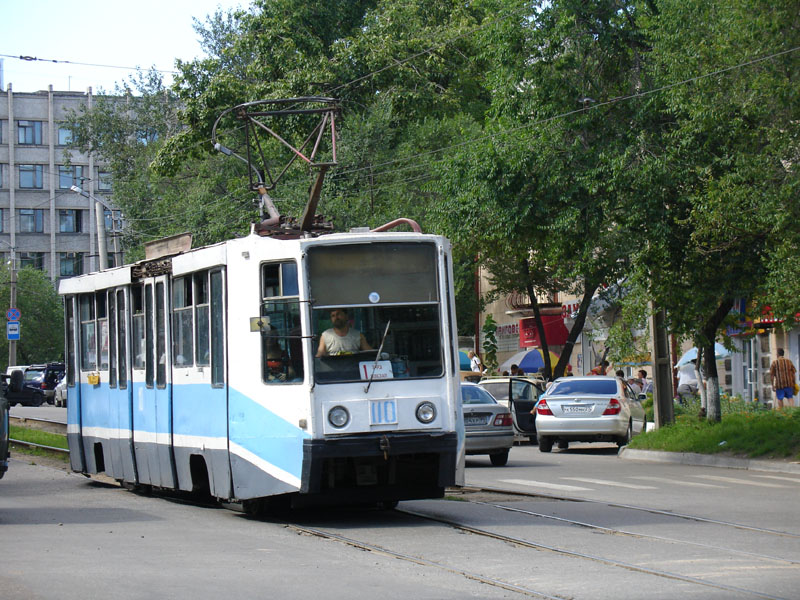
71-608K（ハバロフスク） （ハバロフスク市電）
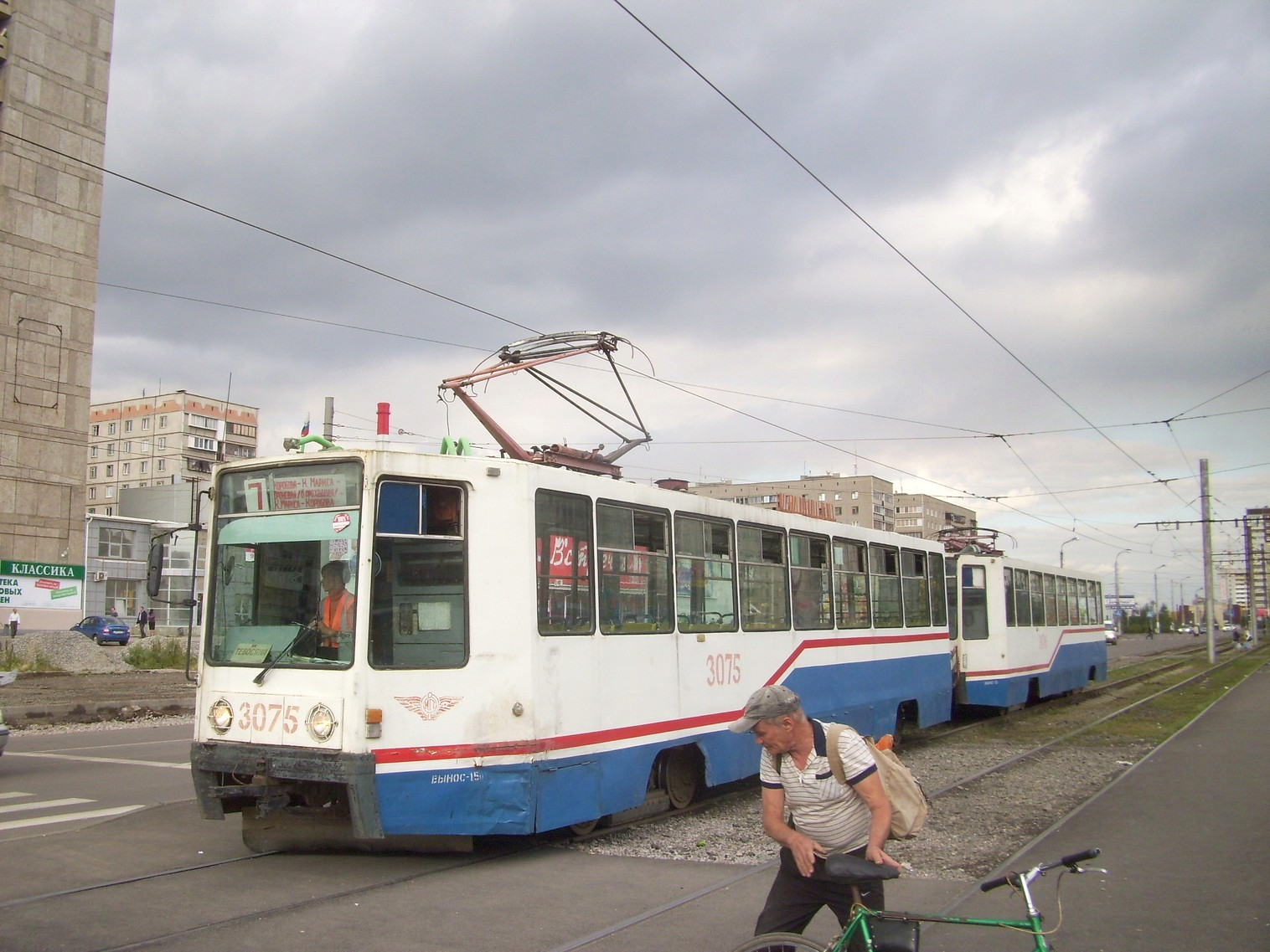
71-608K（マグニトゴルスク） （マグニトゴルスク市電）
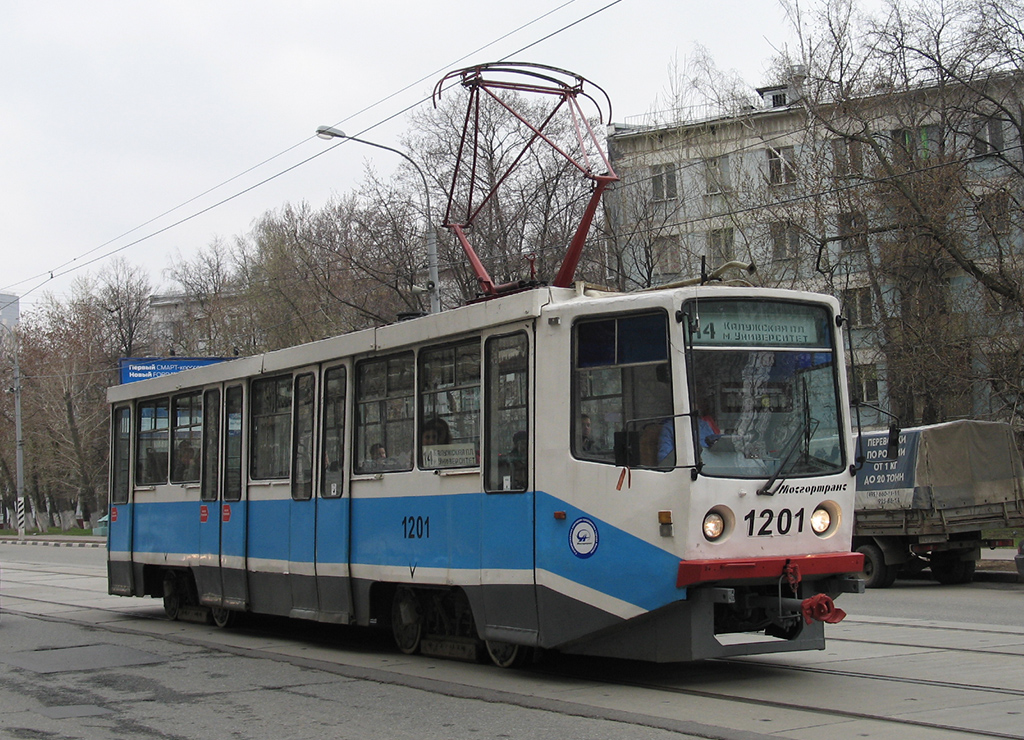
71-608K（モスクワ） （モスクワ市電）
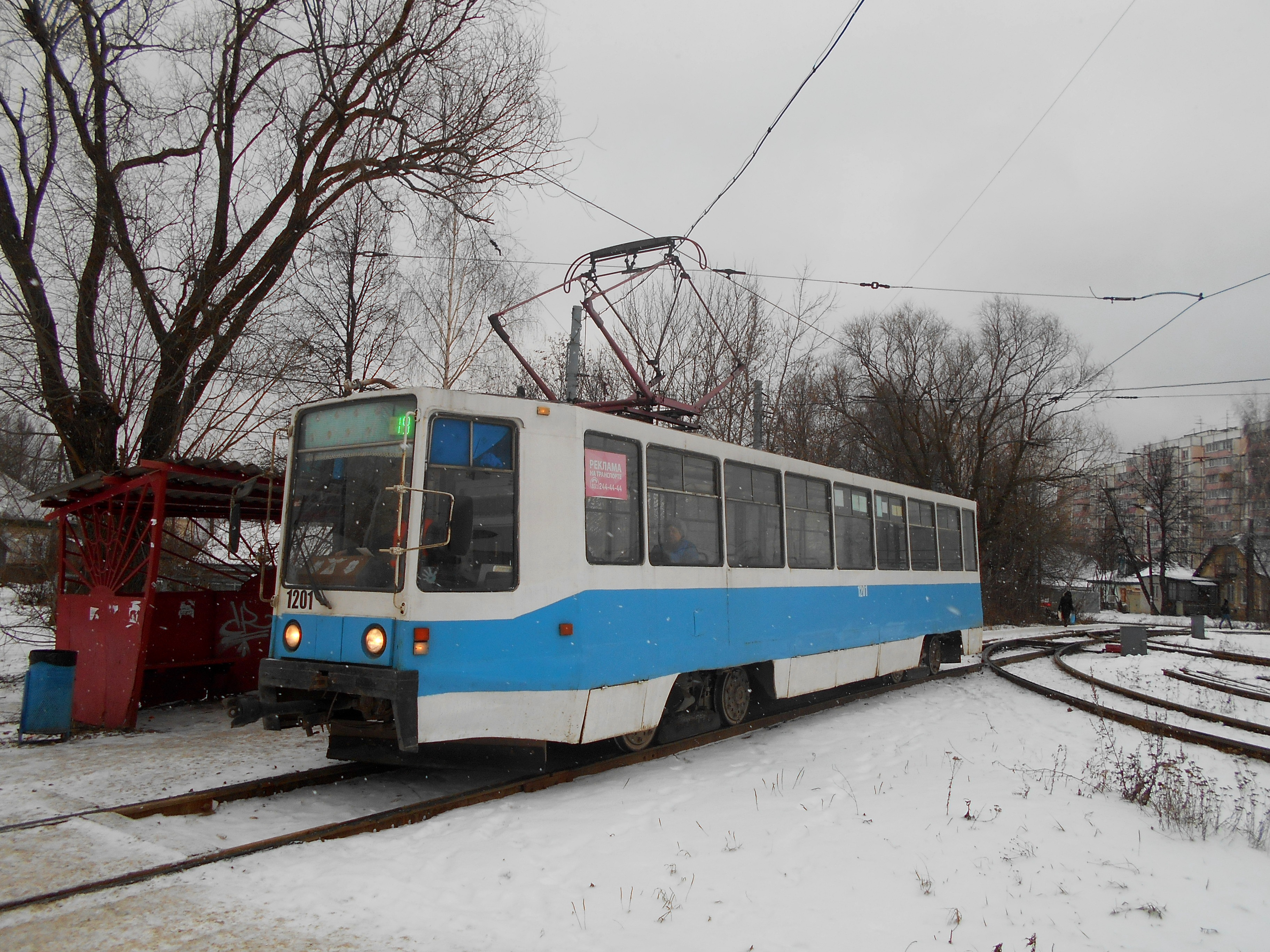
71-608K（ニジニ・ノヴゴロド） （ニジニ・ノヴゴロド市電）
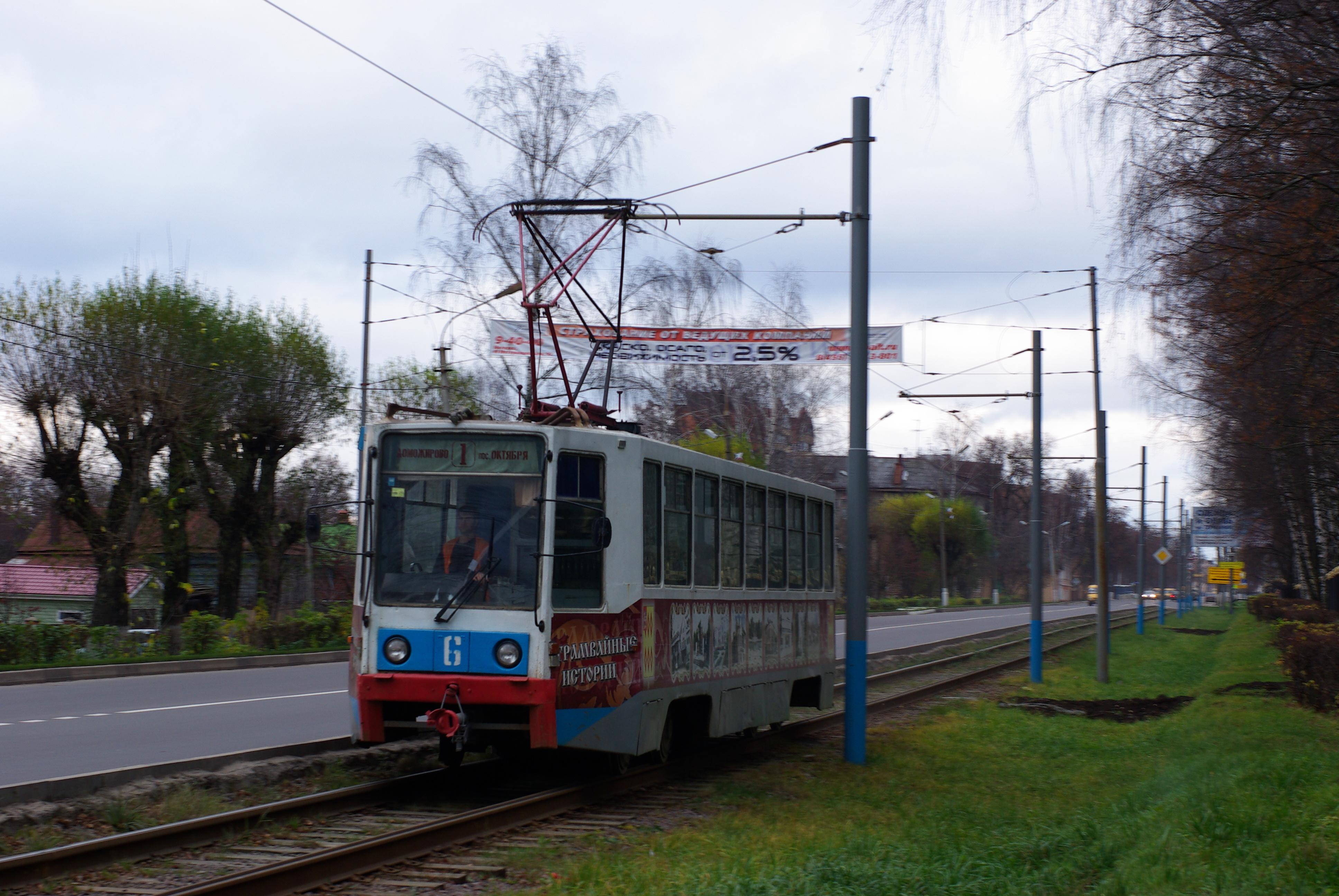
71-608K（ノギンスク） （ノギンスク市電）
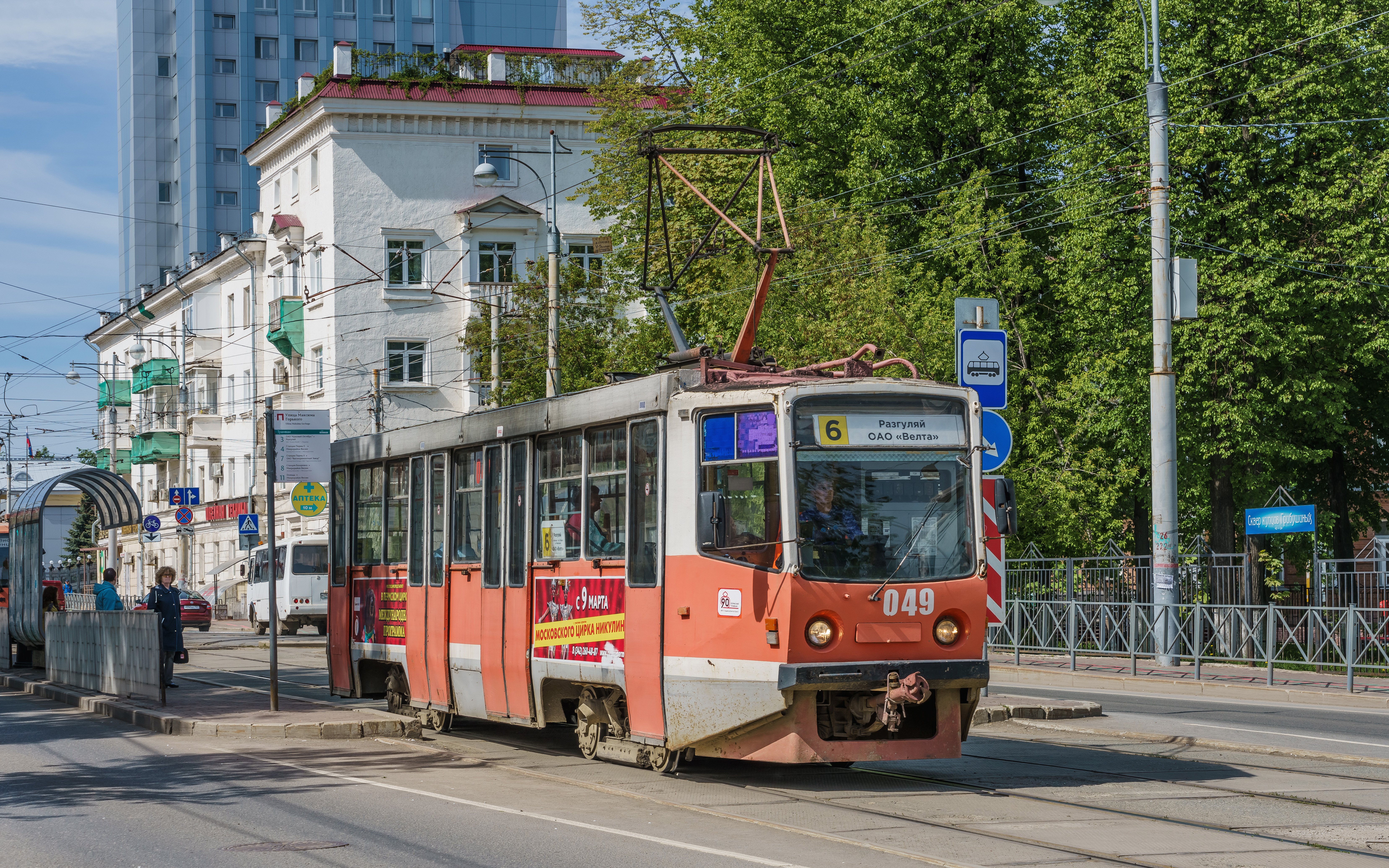
71-608K（ペルミ） （ペルミ市電）
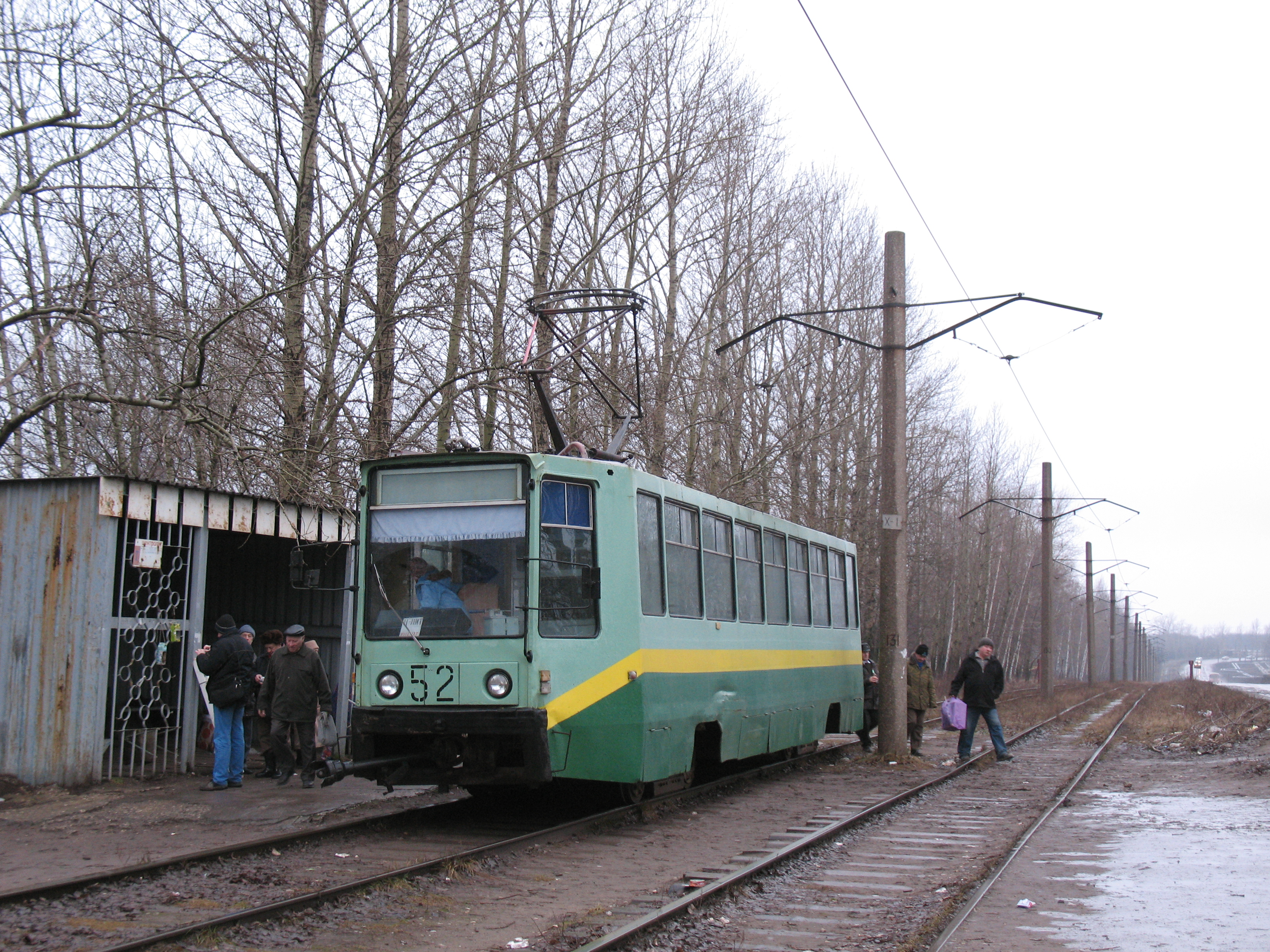
71-608K（リャザン） （リャザン市電）
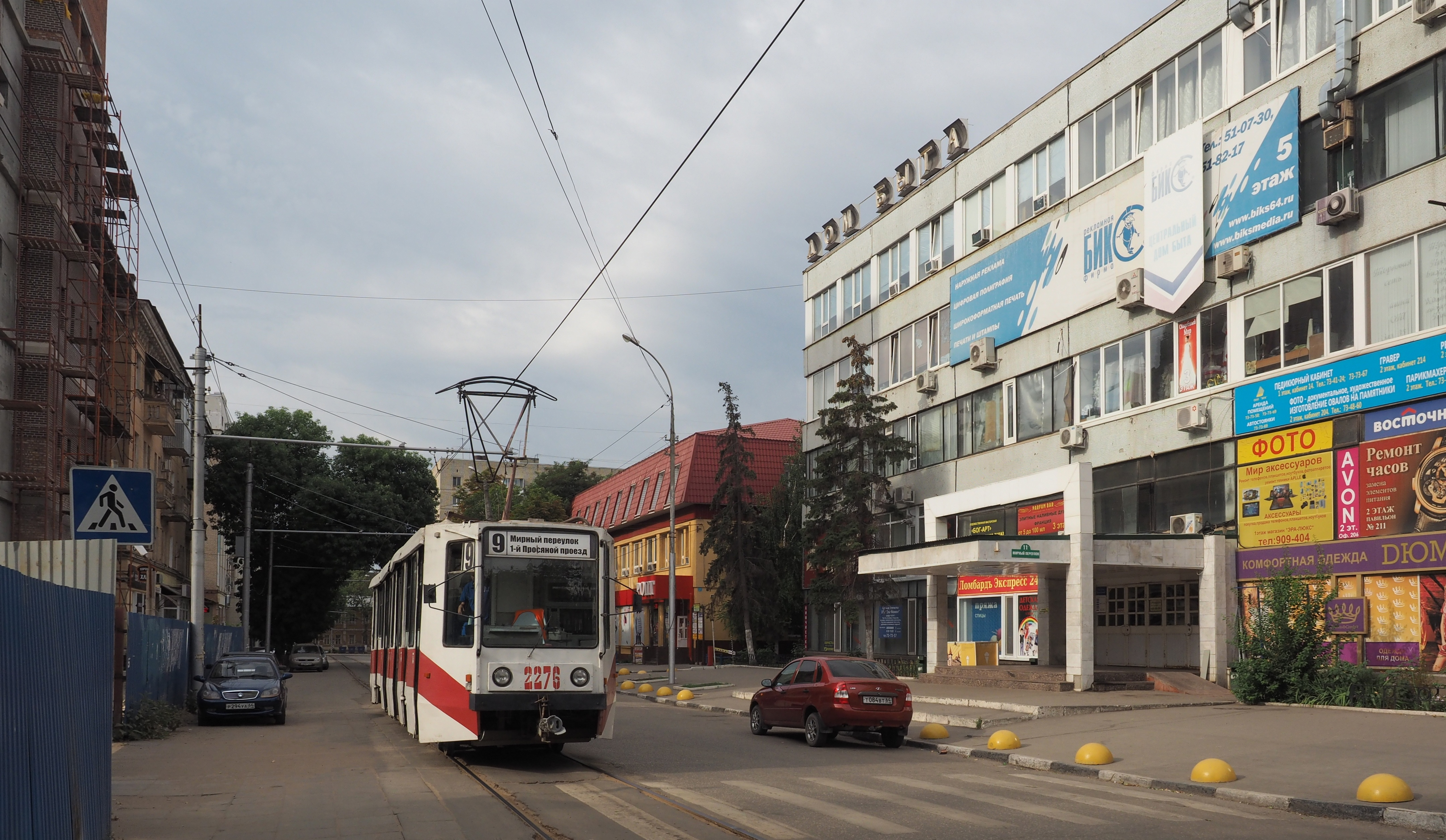
71-608K（サラトフ） （サラトフ市電）
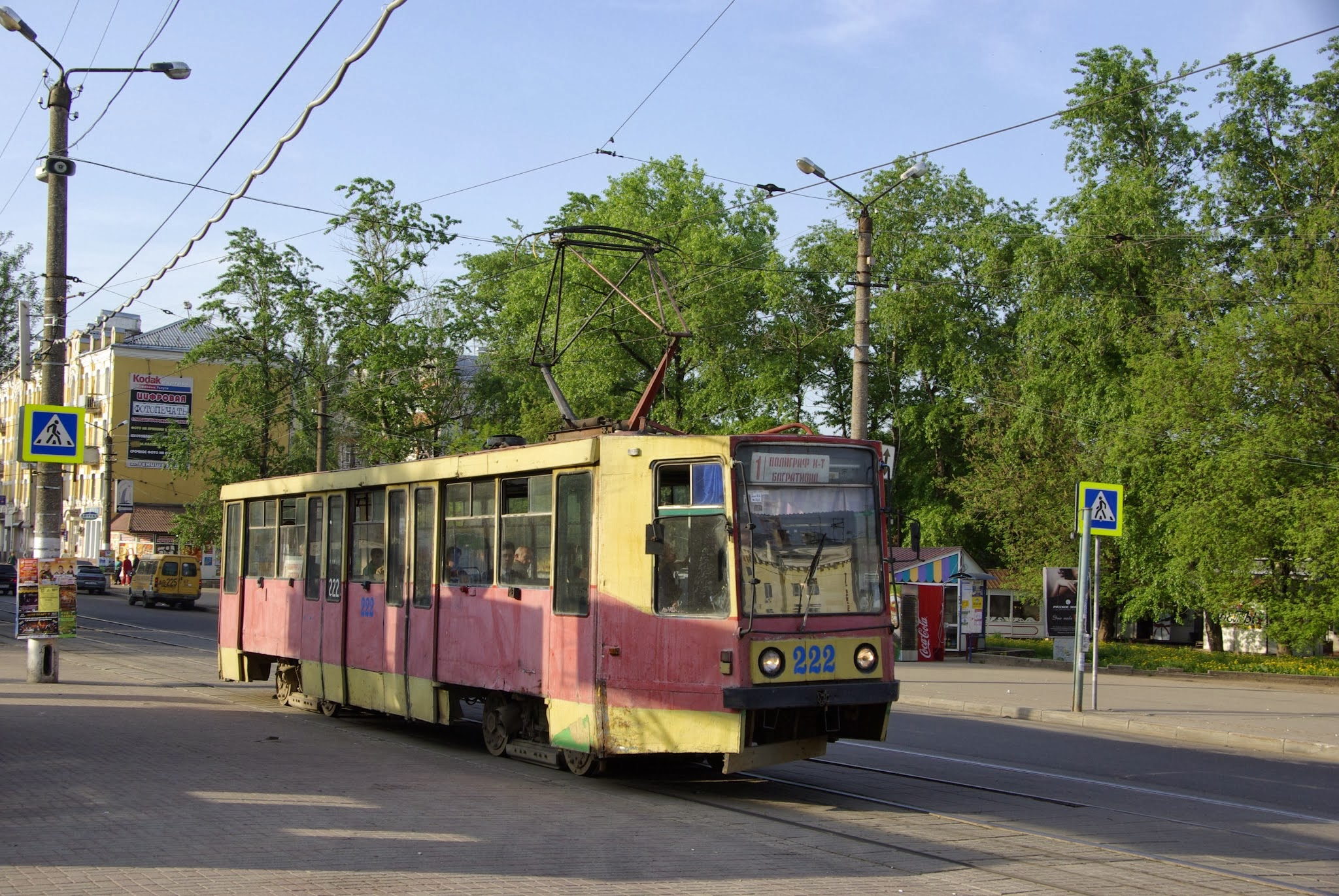
71-608K（スモレンスク） （スモレンスク市電）
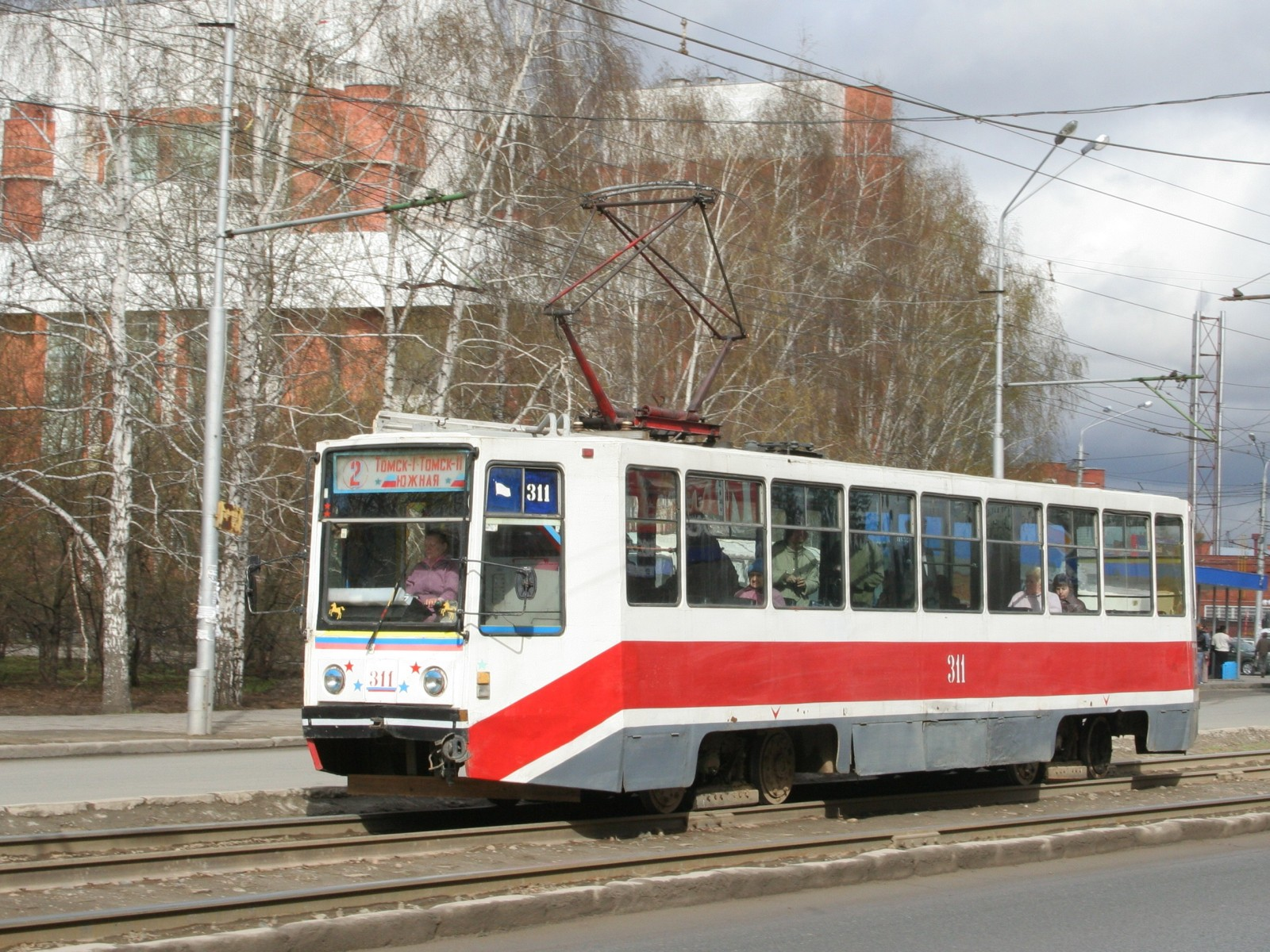
71-608K（トムスク） （トムスク市電）
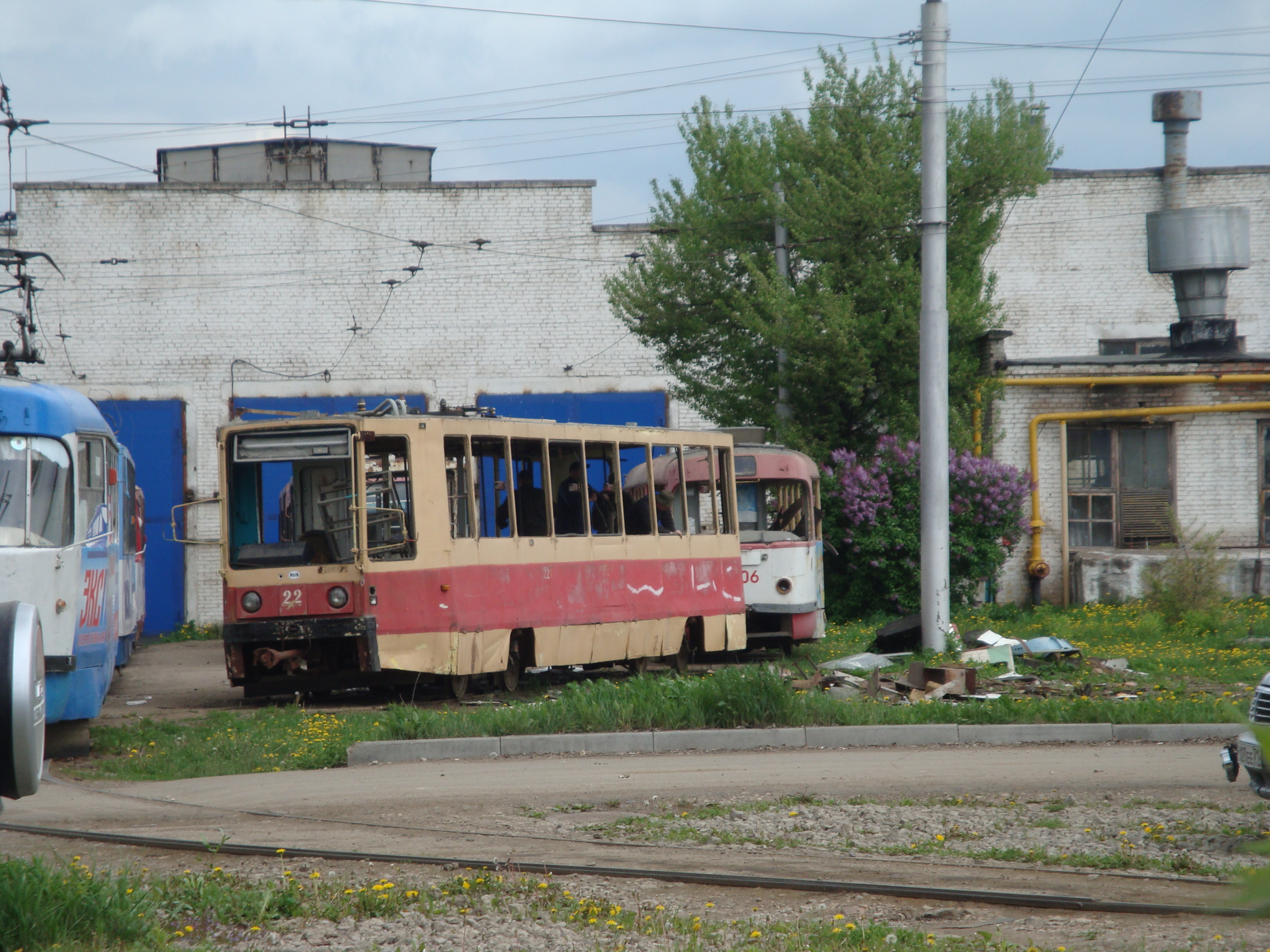
71-608K（トゥーラ） （トゥーラ市電）
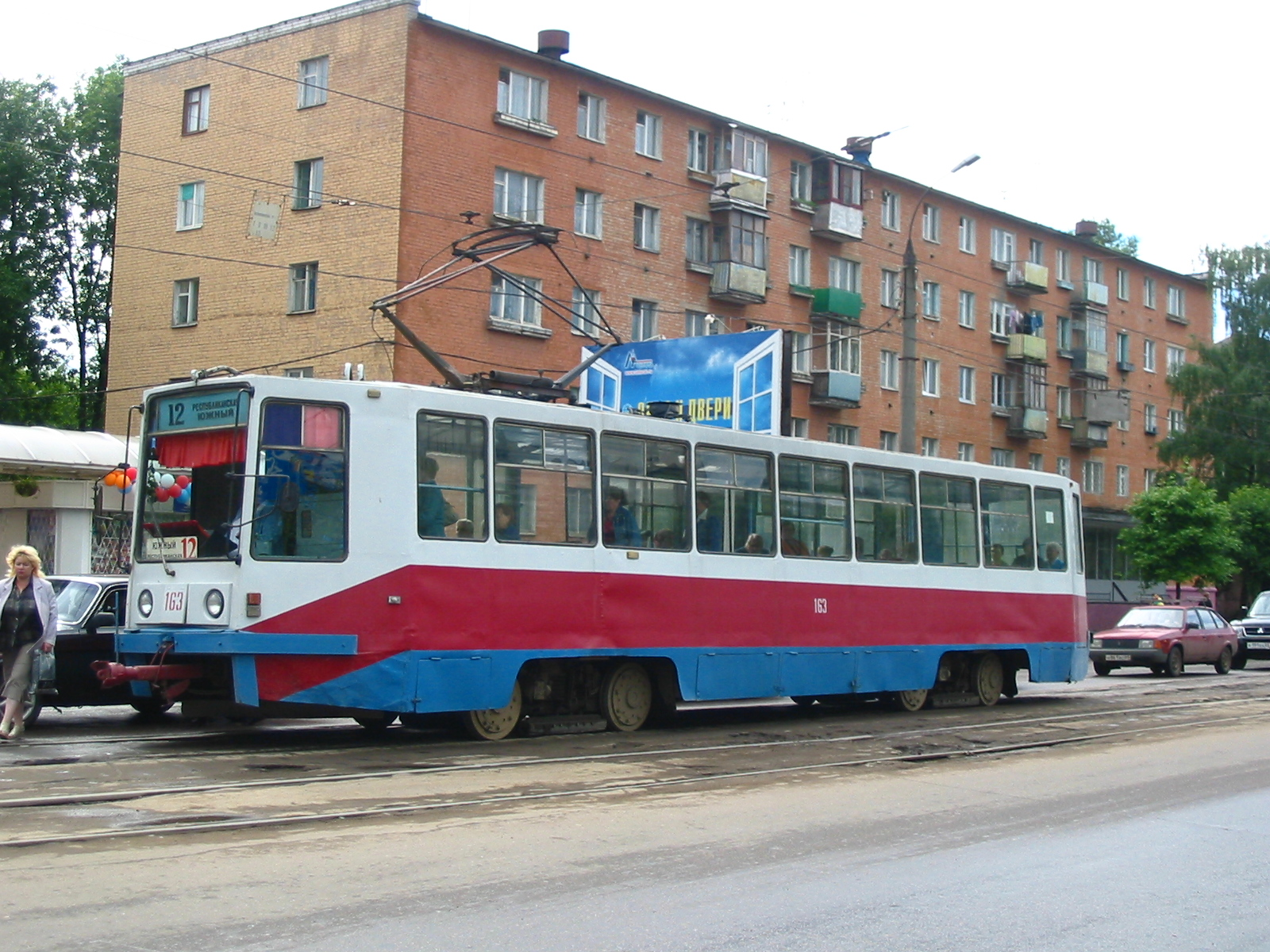
71-608K（トヴェリ） （トヴェリ市電）
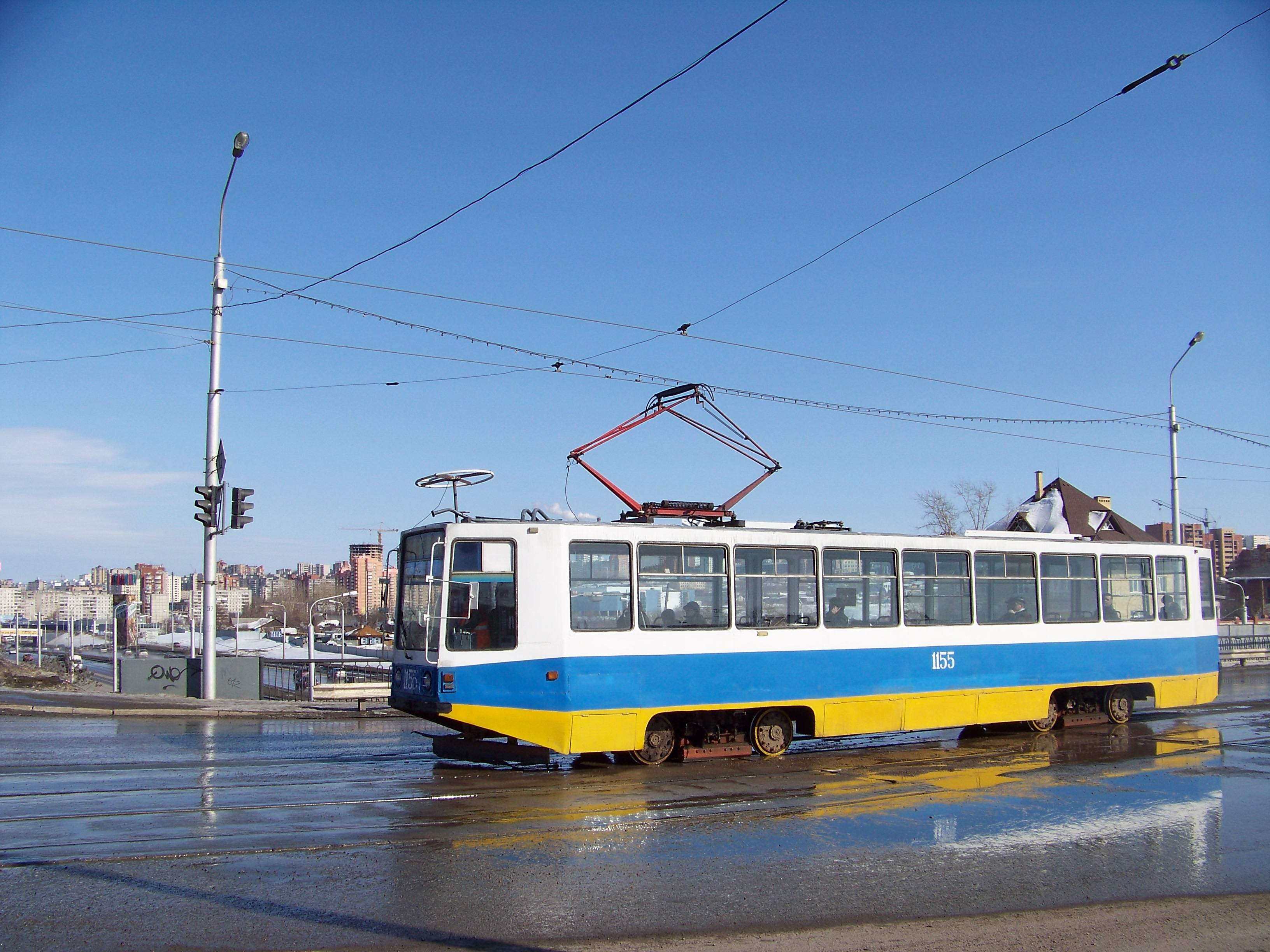
71-608K（ウファ） （ウファ市電）
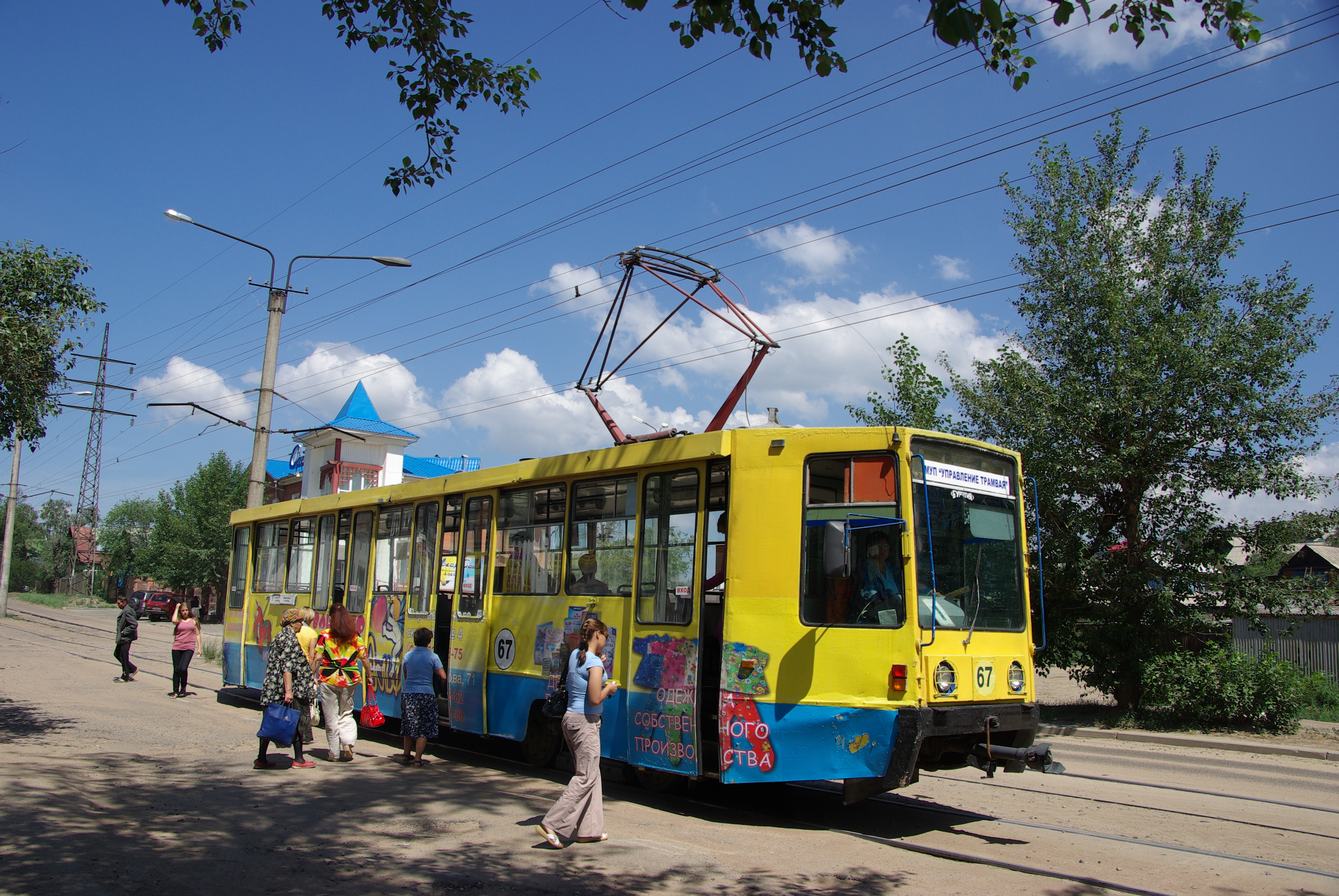
71-608K（ウラン・ウデ） （ウラン・ウデ市電）
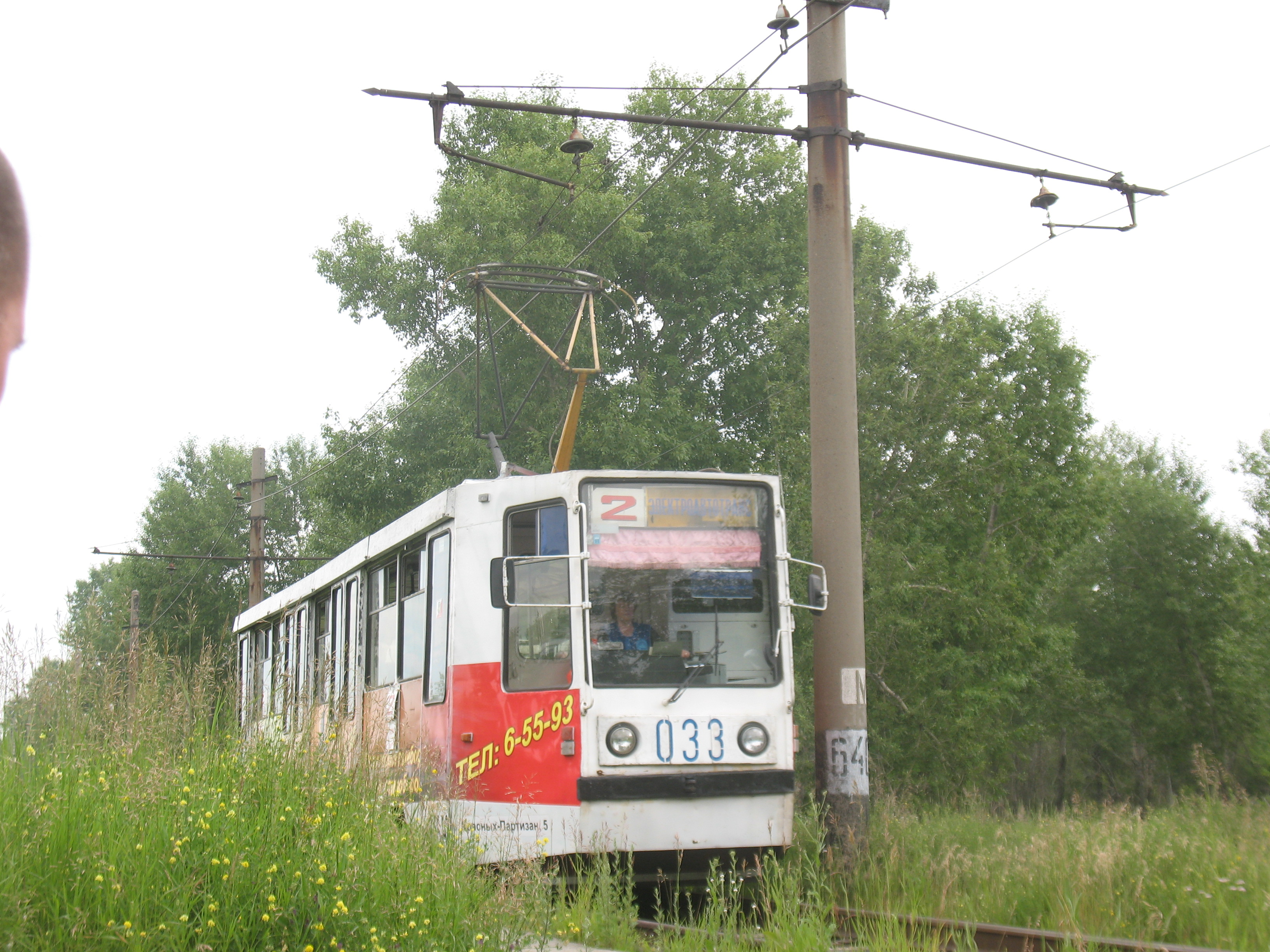
71-608K（ウソリエ・シビリスコエ（ロシア語版）） （ウソリエ・シビリスコエ市電）
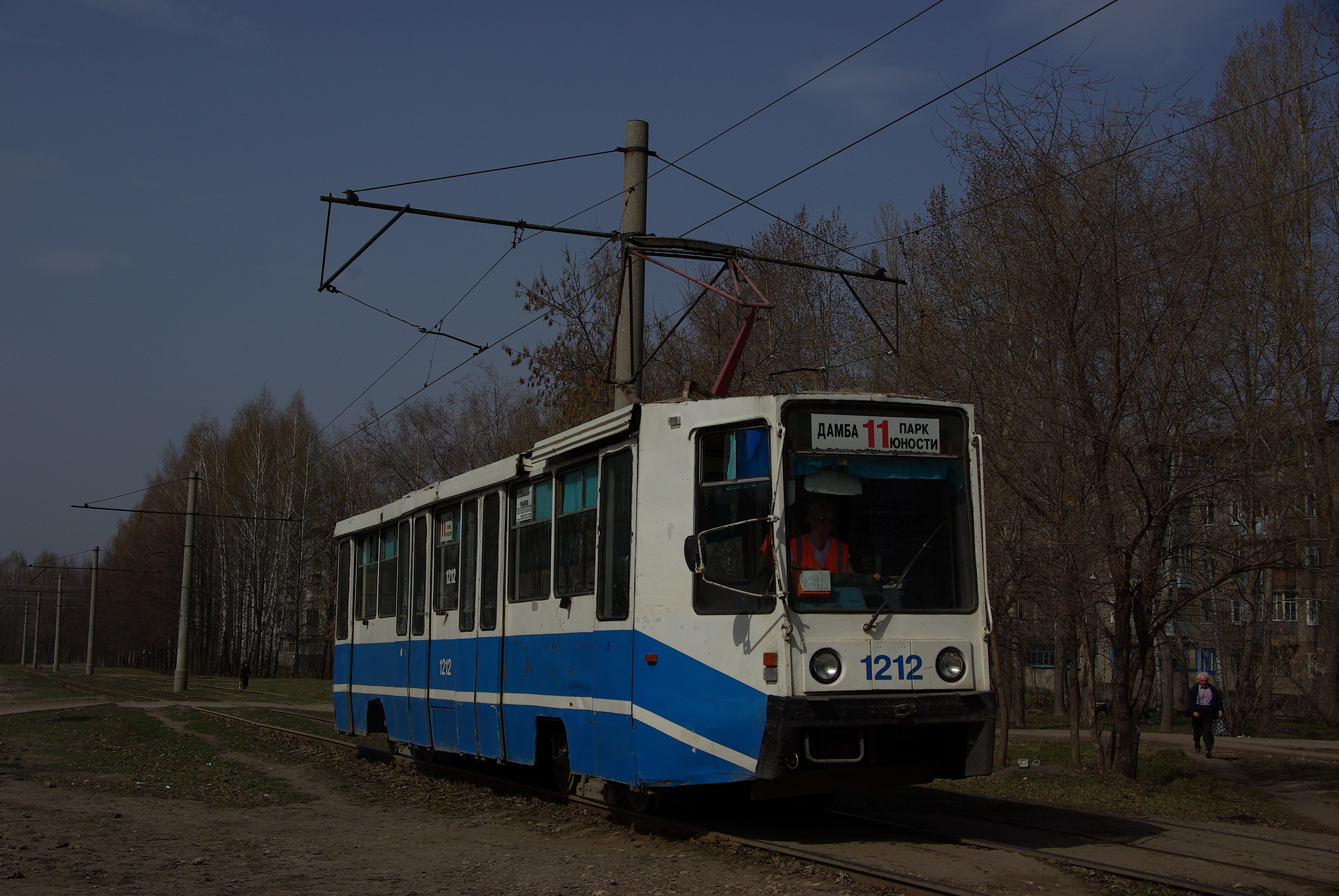
71-608K（ウリヤノフスク） （ウリヤノフスク市電）
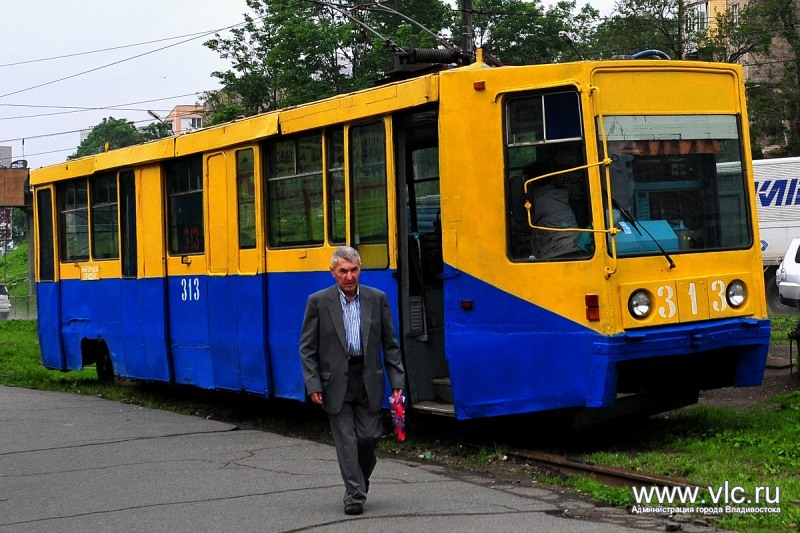
71-608K（ウラジオストク） （ウラジオストク市電）
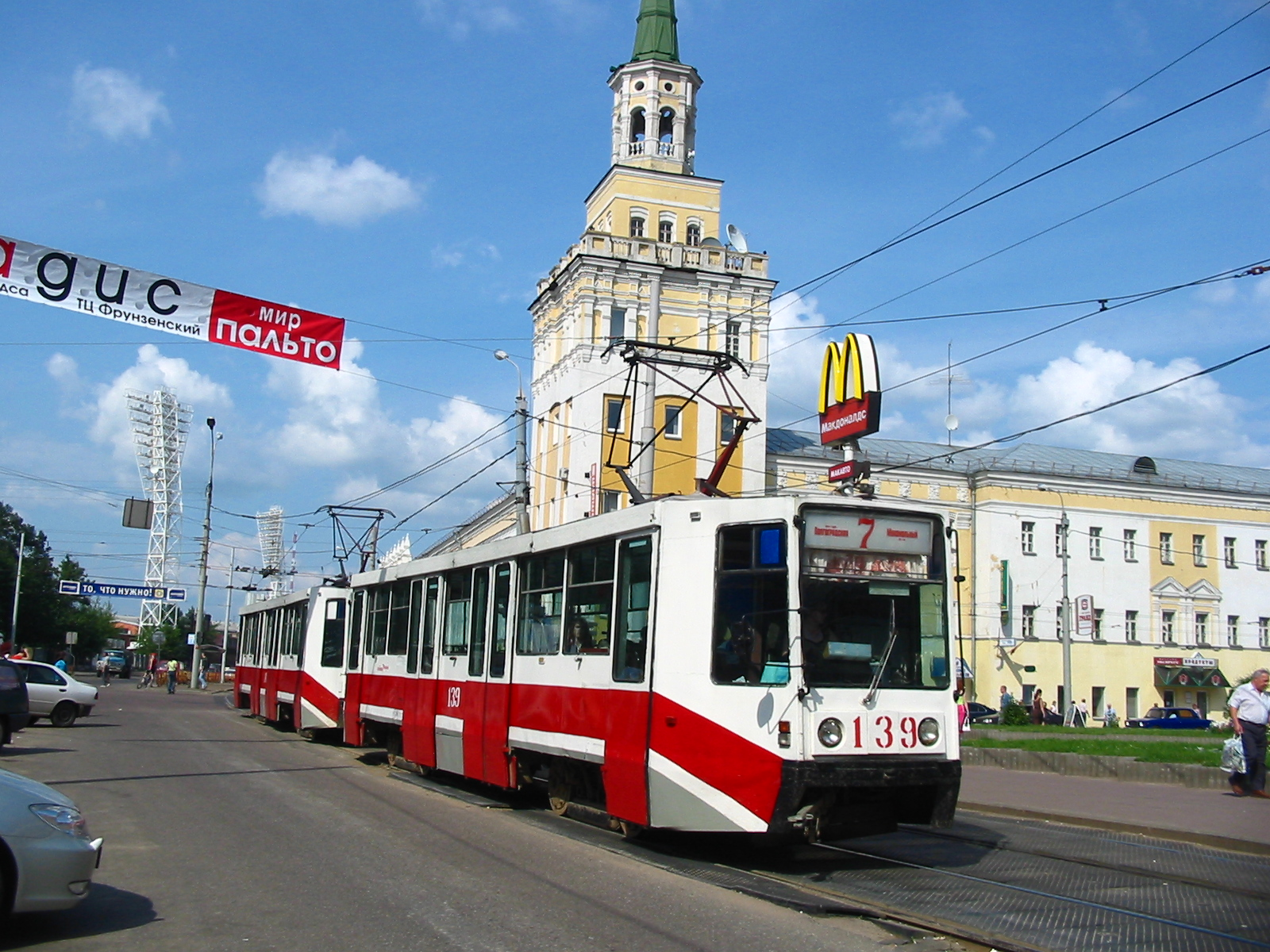
71-608K（ヤロスラヴリ） （ヤロスラヴリ市電）
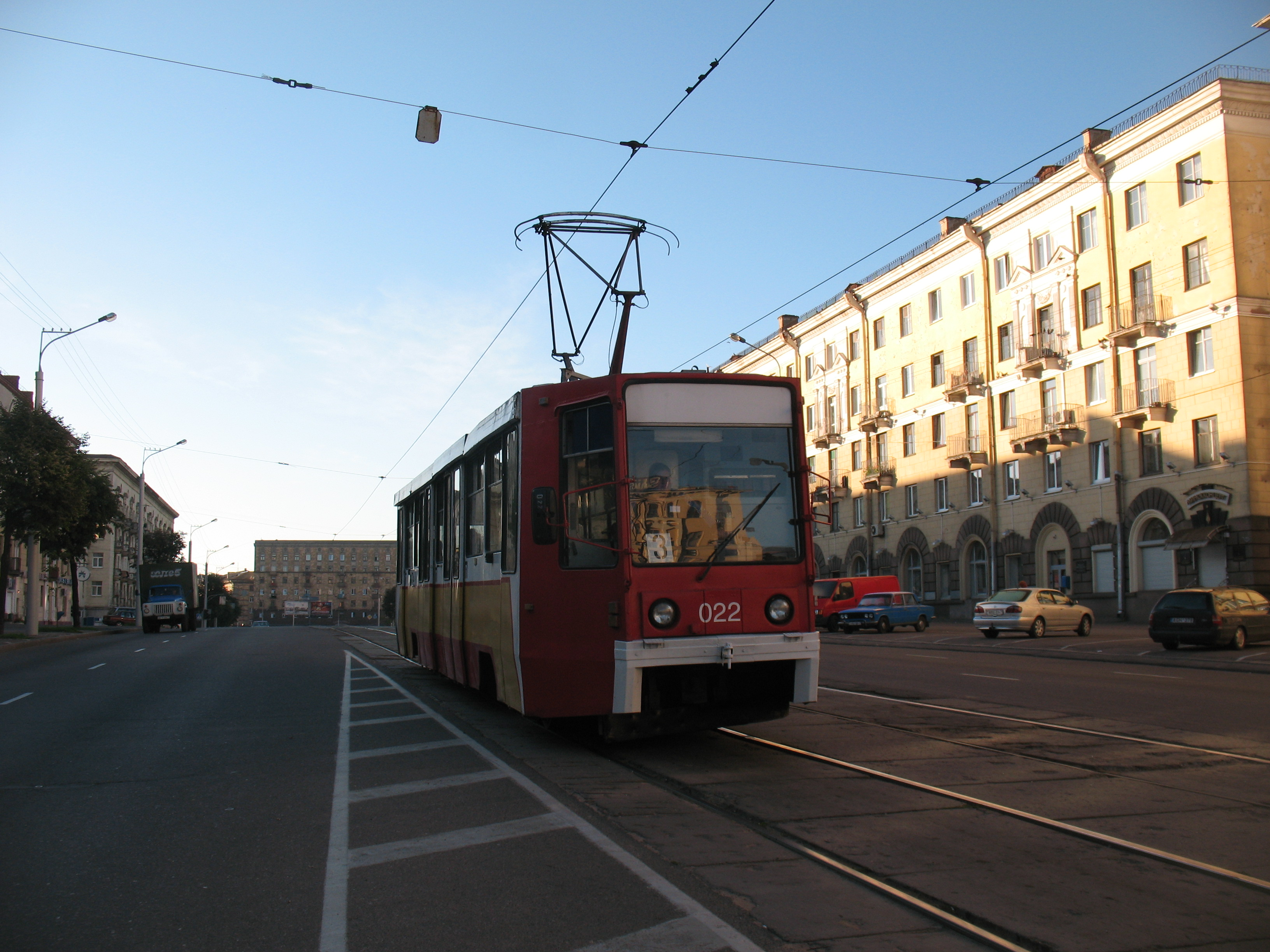
71-608K（ミンスク） （ミンスク市電）
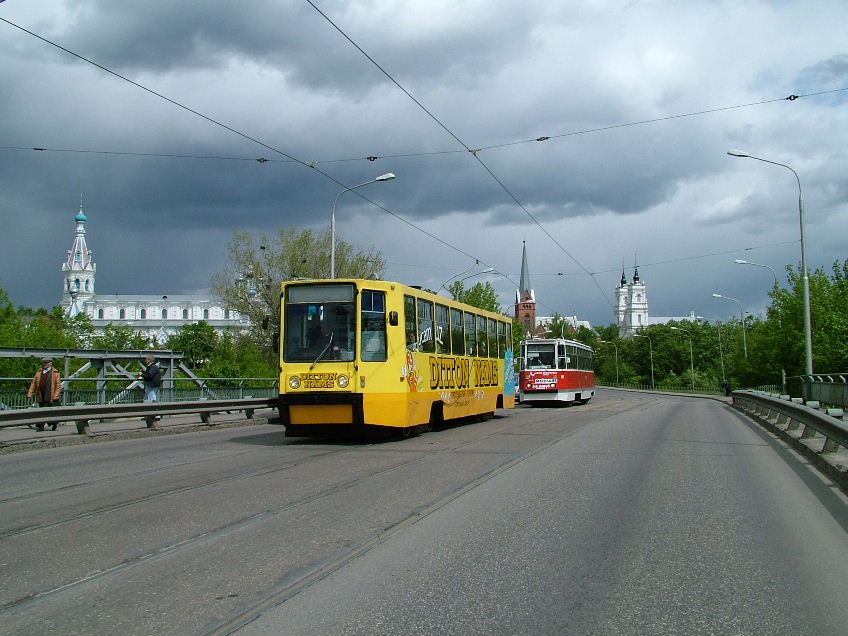
71-608K（ダウガフピルス） （ダウガフピルス市電）
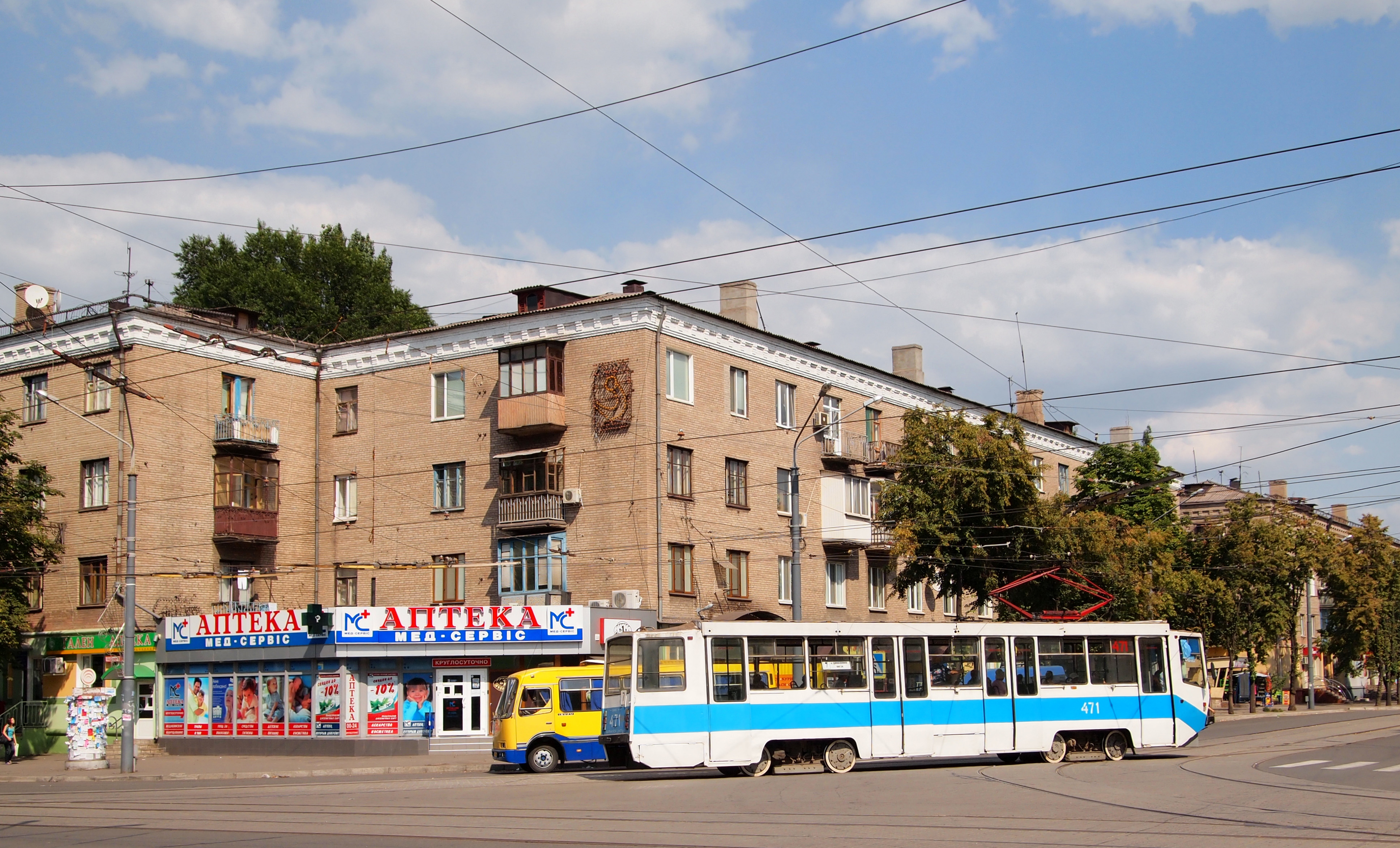
71-608K（クルィヴィーイ・リーフ） （クルィヴィーイ・リーフ市電）
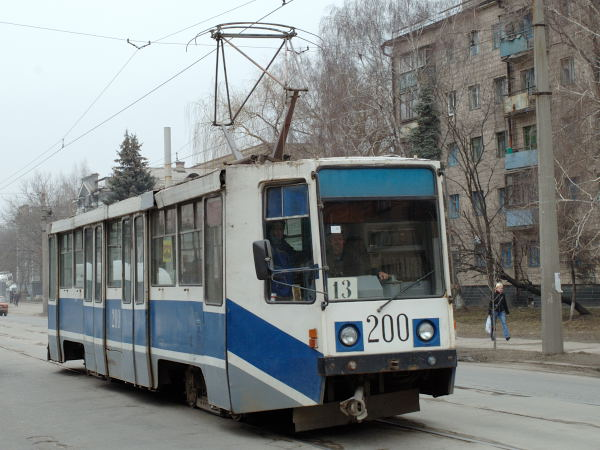
71-608K（ルハーンシク） （ルハーンシク市電）
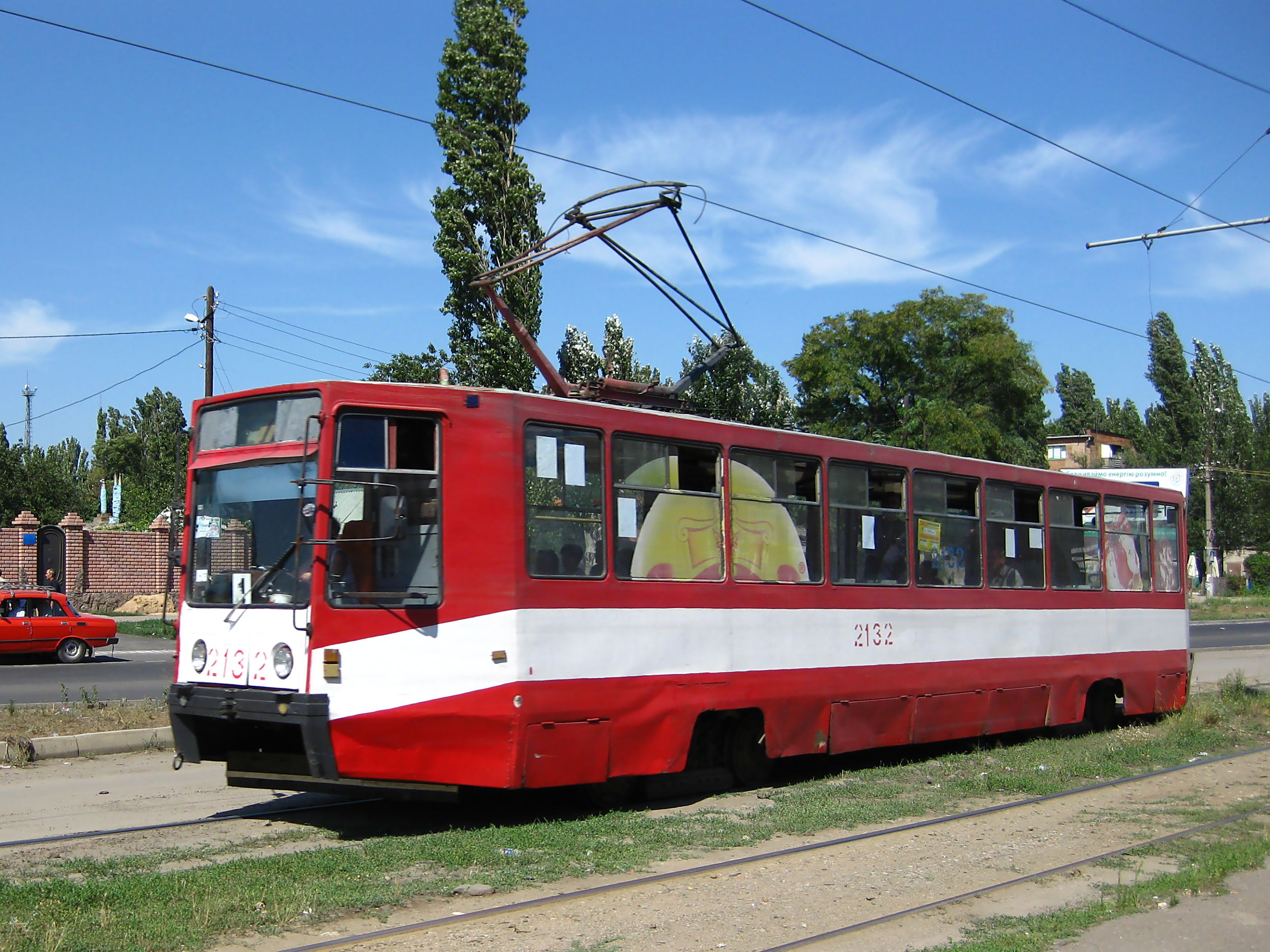
71-608K（ムィコラーイウ） （ムィコラーイウ市電）
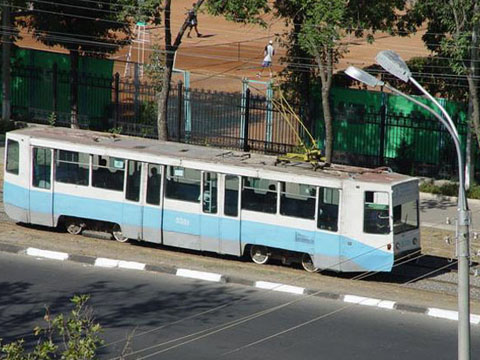
71-608K（タシュケント） （タシュケント市電）

## 71-608KM

### 概要
ソビエト連邦（現：ロシア連邦）の首都・モスクワを走るモスクワ市電には、老朽化した旧型電車（タトラT3）の置き換え用として1991年以降71-608Kの量産車の導入が開始された。だが、車体幅がT3（2,500 mm）よりも広い2,622 mmであったため、走行可能な路線が限定される事態となった他、乗降扉の開閉装置や充電池の信頼性の低さ、そして電気機器が内蔵されたキャビネットが運転室の後方にあるという危険性も問題となっていた。そこで、1992年にモスクワで開かれた会議でこれらの欠陥を改善した車両を開発する方針が決まり、1994年からモスクワ市電を始めとする各地の路面電車へ向けての生産が開始された。これが71-608KM（71-608КМ）である。
「モスクワ」を示す形式名「M」の通り、設計においてはモスクワ市電での運用を考慮した設計がなされており、車体幅が2,500 mmに縮小した他、乗降扉の開閉機能もチェーン駆動からラック・ピニオンを用いた方式へと変更された。前面形状についても先だって製造された両方向形車両である71-611を基にしたデザインに改められた。後部に設置されたキャビネット部分は安全性を確保するため面積を増やした。
1994年8月に試作車が2両製造され、同年末から71-608Kに代わって量産が開始された。量産過程では僅かな丸みを帯びた前面形状への変更、車内照明の交換、安全性の向上などの設計変更が実施された他、シングルアーム式パンタグラフや新設計の台車など後継車両の開発に向けた試験も多数行われた。製造は2007年まで行われ、合計579両が旧ソ連各国の路面電車に導入された。
71-608KMの派生形式には、以下の2種類が存在する。
- 71-615（KTM-15） - 軌間1,000 mm（狭軌）の路線網を有するピャチゴルスク市電に向けて、1995年から1997年までに11両が製造された形式。車体設計は71-608KMと同型である一方、台車は軌間1,000 mmの路線網に導入されていたタトラカーを基礎に設計されたものが導入され、主電動機もサイズを縮めたDK-269形（45 kw）が用いられる[2][11][3][13]。
- 71-617（KTM-17） - 71-617のうち、1995年から1999年にかけてモスクワ市電に導入された10両は71-608KMの設計を基に作られた車両である。超低床電車の導入が進む2010年代後半以降は各都市への譲渡が行われている[2][11]。

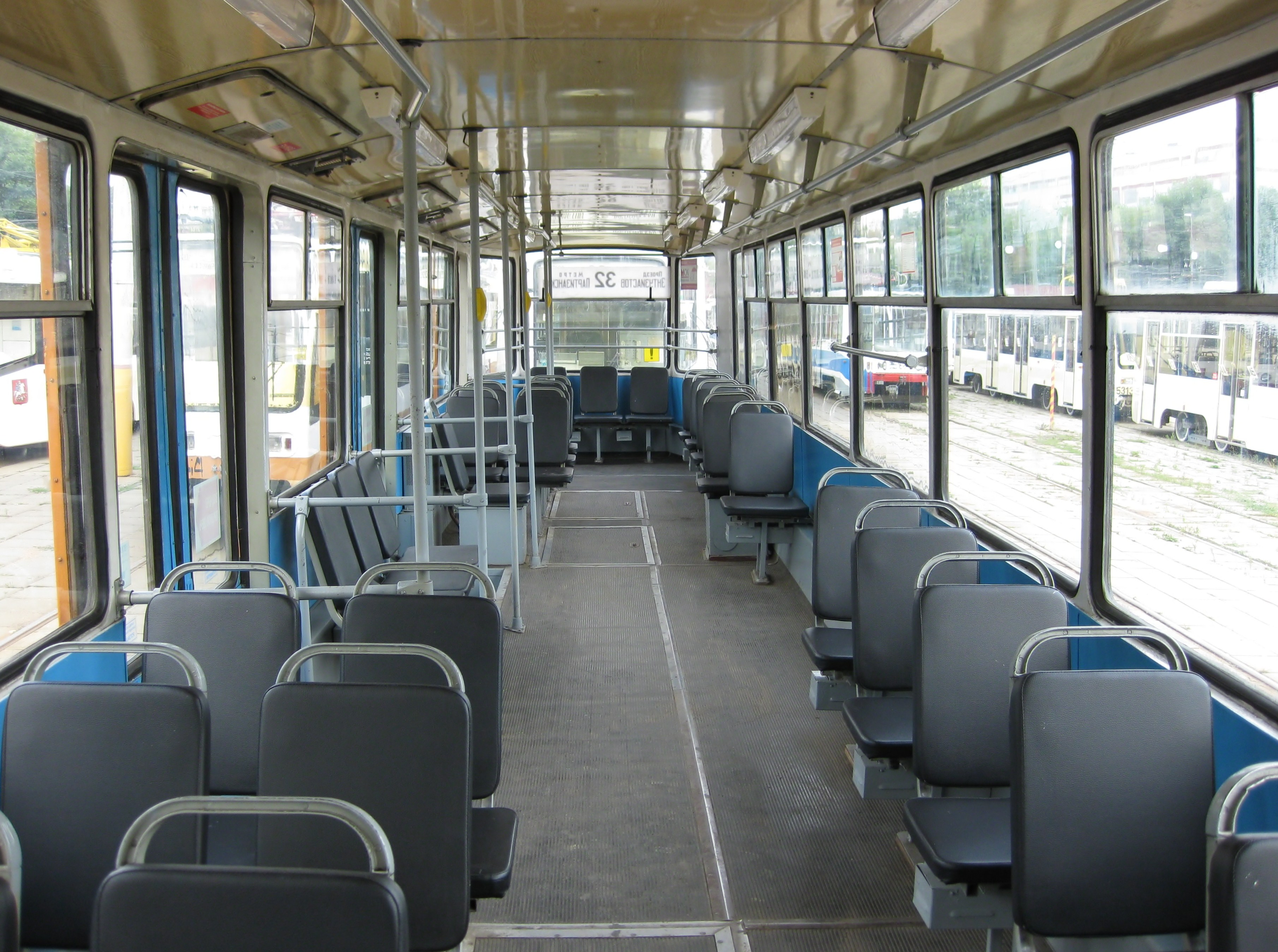
車内
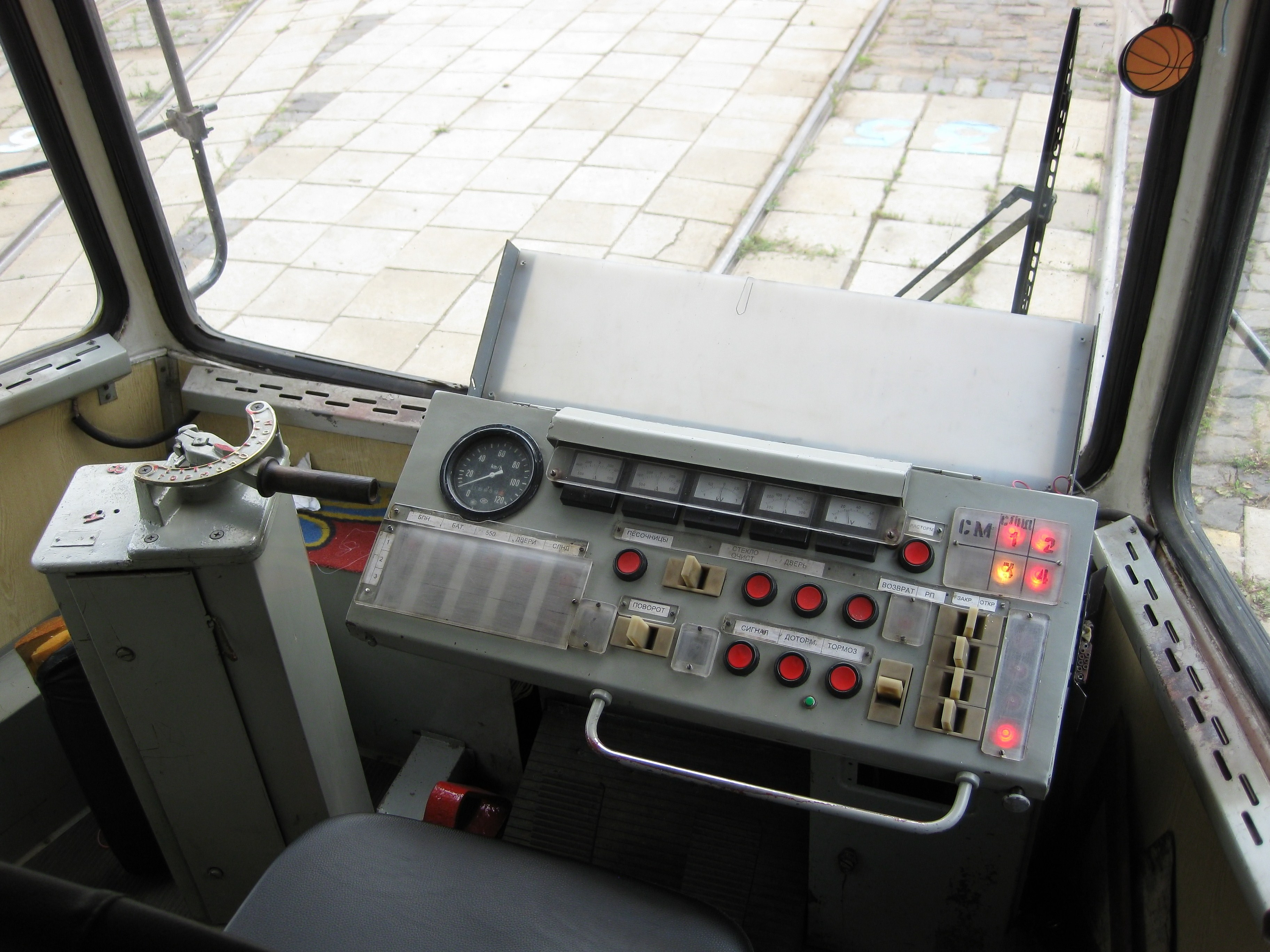
運転台
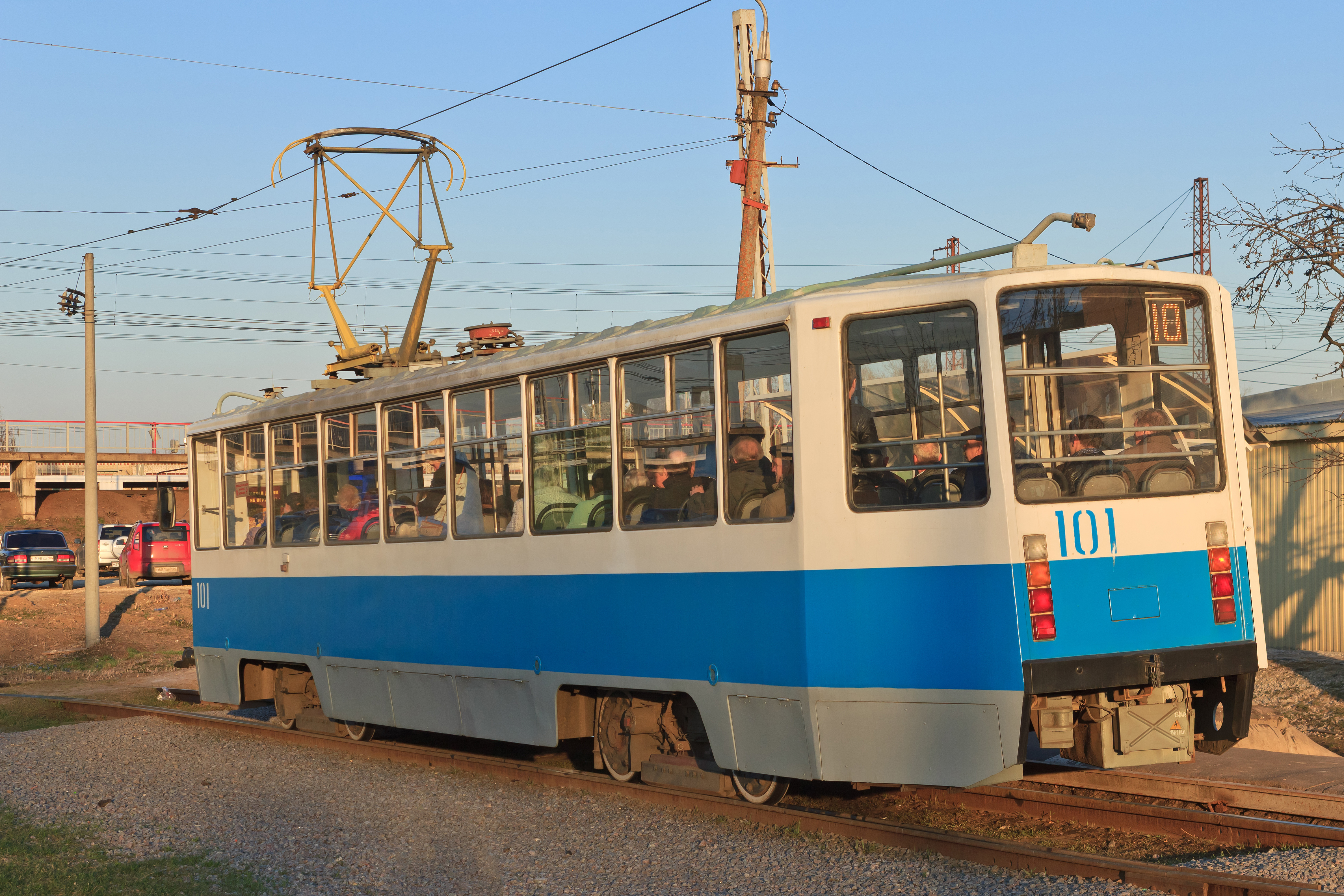
後方には運転台がない（コロムナ）

### ギャラリー
- 71-608KM（アンガルスク）
（アンガルスク市電）
- 71-608KM（アストラハン）
（アストラハン市電）
- 71-608KM（ビイスク）
（ビイスク市電）
- 71-608KM（チェレポヴェツ）
（チェレポヴェツ市電）
- 71-608KM（カザン）
（カザン市電）
- 71-608KM（コロムナ）
（コロムナ市電）
- 71-608KM（マグニトゴルスク）
（マグニトゴルスク市電）
- 71-608KM（モスクワ）
（モスクワ市電）
- 71-608KM（ナーベレジヌイェ・チェルヌイ）
（ナーベレジヌイェ・チェルヌイ市電）
- 71-608KM（ニジニ・ノヴゴロド）
（ニジニ・ノヴゴロド市電）
- 71-608KM（ノギンスク）
（ノギンスク市電）
- 71-608KM（ノヴォクズネツク）
（ノヴォクズネツク市電）
- 71-608KM（ノヴォシビルスク）
（ノヴォシビルスク市電）
- 71-608KM（オムスク）
（オムスク市電）
- 71-608KM（サラトフ）
（サラトフ市電）
- 71-608KM（スモレンスク）
（スモレンスク市電）
- 71-608KM（トムスク）
（トムスク市電）
- 71-608KM（ウラン・ウデ）
（ウラン・ウデ市電）
- 71-608KM（ウソリエ・シビリスコエ（ロシア語版））
（ウソリエ・シビリスコエ市電）
- 71-608KM（ウリヤノフスク）
（ウリヤノフスク市電）
- 71-608KM（カーミヤンシケ）
（カーミヤンシケ市電）
- 71-615（ピャチゴルスク）
（ピャチゴルスク市電）
- 71-617（モスクワ）
（モスクワ市電）

## 主要諸元
| KTM-8（71-608）・71-615 主要諸元 | KTM-8（71-608）・71-615 主要諸元 | KTM-8（71-608）・71-615 主要諸元                 | KTM-8（71-608）・71-615 主要諸元                 | KTM-8（71-608）・71-615 主要諸元                 | KTM-8（71-608）・71-615 主要諸元                 |
| -------------------------------- | -------------------------------- | ------------------------------------------------ | ------------------------------------------------ | ------------------------------------------------ | ------------------------------------------------ |
| 形式                             | 形式                             | 71-608 (KTM-8)                                   | 71-608K                                          | 71-608KM                                         | 71-615                                           |
| 運転台                           | 運転台                           | 片運転台                                         | 片運転台                                         | 片運転台                                         | 片運転台                                         |
| 軌間                             | 軌間                             | 1,524mm                                          | 1,524mm 1,435mm                                  | 1,524mm                                          | 1,000mm                                          |
| 最高速度                         | 最高速度                         | 65km/h                                           | 65km/h                                           | 75km/h                                           | 65km/h                                           |
| 着席定員                         | 着席定員                         | 32人                                             | 32人                                             | 32人                                             | 32人                                             |
| 定員                             | 乗客密度5人/m2時                 | 135人                                            | 135人                                            | 126人                                            | 126人                                            |
| 定員                             | 乗客密度8人/m2時                 | 197人                                            | 197人                                            | 183人                                            | 183人                                            |
| 車両重量                         | 車両重量                         | 19.5t                                            | 19.5t                                            | 19.9t                                            | 19.9t                                            |
| 全長                             | 全長                             | 15,250mm                                         | 15,210mm                                         | 15,250mm                                         | 15,250mm                                         |
| 全幅                             | 全幅                             | 2,650mm                                          | 2,622mm                                          | 2,500mm                                          | 2,500mm                                          |
| 車体高                           | 車体高                           | 3,100mm                                          | 3,090mm                                          | 3,100mm                                          | 3,100mm                                          |
| 固定軸距                         | 固定軸距                         | 1,940mm                                          | 1,940mm                                          | 1,940mm                                          | 1,940mm                                          |
| 台車中心間距離                   | 台車中心間距離                   | 7,350mm                                          | 7,350mm                                          | 7,350mm                                          | 7,350mm                                          |
| 主電動機出力                     | 主電動機出力                     | 80kw                                             | 50kw                                             | 50kw                                             | 45kw                                             |
| 出力                             | 出力                             | 320kw                                            | 200kw                                            | 200kw                                            | 180kw                                            |
| 制御方式                         | 制御方式                         | サイリスタ位相制御                               | 抵抗制御                                         | 抵抗制御                                         | 抵抗制御                                         |
| 制動装置                         | 制動装置                         | 発電ブレーキ、ディスクブレーキ、電磁吸着ブレーキ | 発電ブレーキ、ディスクブレーキ、電磁吸着ブレーキ | 発電ブレーキ、ディスクブレーキ、電磁吸着ブレーキ | 発電ブレーキ、ディスクブレーキ、電磁吸着ブレーキ |

## 関連形式

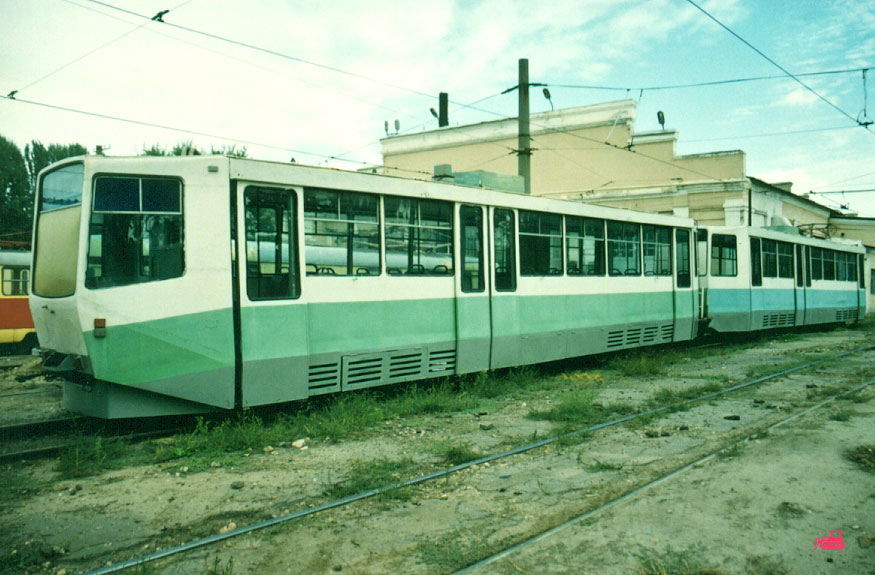
71-611（ヴォルゴグラード）

- KTM-11（71-611） - 路線の一部を地下化する事で高速化を図った路面電車路線「メトロトラム（ロシア語版）」向けに、KTM-8（71-608）を基に開発された車両。丸みを帯びた前面デザインは71-608KMにも用いられた[3][14][15]。